# Sverige
Sverige ([sværjɛ] ( lyssna)), formellt Konungariket Sverige ([ˈkôːnɵŋaˌriːkɛt ˈsvæ̌rjɛ] ( lyssna)), är en konstitutionell monarki i Nordeuropa, på Skandinaviska halvön. Sverige har landgräns i väst med Norge, i nordost med Finland samt angränsande territorialvatten till Norge i västsydväst, Danmark i sydväst och Finland i öst. Landet har kuster mot Bottenviken, Bottenhavet, Ålands hav, Östersjön, Öresund, Kattegatt och Skagerrak.
Sverige hade den 31 december 2024 enligt Statistiska centralbyrån (SCB) en befolkning på 10 587 700 och är, med en area (inklusive sjöar) på 447 425 km², det geografiskt femte största landet i Europa.
Sveriges huvudstad är Stockholm, landets största stad med 995 000 invånare. Därutöver finns ytterligare två storstäder enligt SCB:s definition: Göteborg 608 000 invånare och Malmö 339 000 invånare. Omkring 87 procent av befolkningen, en ökande andel, lever i tätorter med minst 200 invånare (år 2016). Med OECD-definitionen – utgående från minst 50 000 invånare – bor 41 procent av svenskarna i urbana system. Sverige är därmed ett utpräglat landsbygdsland, med låg befolkningstäthet om 22 invånare per km² och med högre täthet i södra landshalvan.
Sverige är en konstitutionell monarki med parlamentarisk demokrati och utvecklad ekonomi. Landet är medlem i Förenta nationerna sedan november 1946 och Europeiska unionen sedan den 1 januari 1995, samt även Schengenområdet sedan 2001. Sedan år 2024 är Sverige medlem i Nato. 
Sverige eller traditionellt Svea rike från fornnordiskans svíar, i sig troligen från nordiskans Svitjod, tidigast dokumenterat som Swēorice i det anglosaxiska Beowulfkvädet cirka år 1000, avsåg ursprungligen ett rike av svear, en folkstam i sin tur tidigast dokumenterad av den romerske historikern Tacitus år 98 e.Kr. Namnet ”Sweden” härrör från Svitjod. Swēoland ("Svea land") och Swēorīċe ("Svea rike") var också benämningar i fornengelskan på ett mer eller mindre sammanhållet område som svearna styrde över. 
En av de första svenska kungar som man vet något bestämt om är Erik Segersäll, som var kung mellan omkring år 970 och 995. Erik Segersäll efterträddes av sin son Olof Skötkonung. Riket, bestående av både svear och götar, kristnades under den tidiga medeltiden. Sverige ingick i den nordiska Kalmarunionen mellan 1397 och 1523. Under 1600-talets svenska stormaktstid expanderade landet militärt, med bl.a. erövringar i nuvarande norra Tyskland och Baltikum. Sverige förlorade dock större delen av områdena utanför skandinaviska halvön under 1700- och 1800-talen. Den östra rikshalvan, sedermera Finland, som hade varit en del av det svenska riket sedan 1100-talet, förlorades till Kejsardömet Ryssland år 1809. Det senaste kriget som Sverige var direkt inblandat i var fälttåget mot Norge 1814, när Sverige med militära medel tvingade Norge in i den Svensk-norska unionen, en personalunion som varade till 1905.
Under 1900-talet präglades Sveriges utrikes- och säkerhetspolitik av militär alliansfrihet syftande till neutralitet i krig. Neutralitetsdoktrinen övergavs 1995 i samband med Sveriges inträde i EU. Trots den militära alliansfriheten medverkade Sveriges försvarsmakt i utländska militära operationer genom Natosamarbetet Partnerskap för fred och EU:s gemensamma säkerhets- och försvarspolitik. Den militärt alliansfria doktrinen övergavs i samband med att regeringen, med brett stöd i riksdagen, i maj 2022 beslutade att lämna in en ansökan om Natomedlemskap och den 7 mars 2024 blev Sverige Natomedlem.
Svensk kultur utmärker sig i internationella värderingsmätningar med sin individualism, humanism och sekularism samt med ett stort förtroende för stat, politik och myndigheter bland medborgarna.
Svensk ekonomisk politik har sedan mitten av 1900-talet utmärkt sig internationellt för en högbeskattande offentlig resursfördelning av svenska folkets resurser, både inrikes och utrikes, och för blandekonomi (blandning av socialism och marknadsekonomi). Samförstånd råder mellan arbetsmarknadens parter, känt som den svenska modellen.
Landet rankas fyra i världen i tidningen The Economists demokratiindex (2021) och plats 7 i Förenta nationernas ”Human Development Index” (2021-22). Landet är en av Förenta nationernas största bidragsgivare och ett av få länder som uppfyller deras biståndsmål om över 0,7 procent av BNI.

## Historia

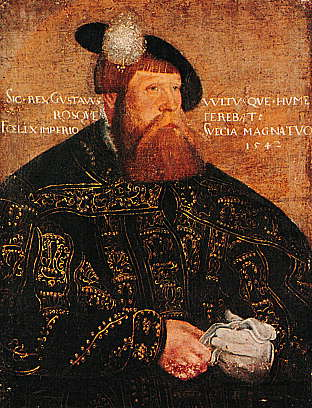
Gustav Vasa valdes till kung av Sverige den 6 juni 1523, ett datum som nu är Sveriges nationaldag.

Porträtt av Drottning Kristina av Sverige, från 1661.

### Förhistoria
Sedan inlandsisen dragit sig tillbaka befolkades den skandinaviska halvön av samlar- och jägarfolk i olika generationer. Jordbruket gjorde sitt intåg mellan 4 000 och 3 200 f.Kr. Enstaka metallföremål dök upp redan omkring 3000 f.Kr., men det dröjde till omkring 1800 f.Kr. innan brons blev så vanligt att man kan tala om en bronsålder.
Järnet blev den huvudsakliga redskapsmetallen omkring 500-400 f.Kr. Det första skriftspråket, runorna, introducerades troligen under 300-talet e.Kr. men förefaller främst haft en magisk funktion. Först omkring år 800 började runor användas oftare som kommunikationsmedel. Ungefär samtidigt började de första spåren av en fastare samhällsorganisation att dyka upp.

### Sen vikingatid och medeltiden
Olika historiker har satt olika datum för "enandet" av Sverige, beroende på vad man anser vara ett enat rike och tillräckligt pålitliga källor. Den första historiskt säkert belagde svenske kungen är Erik Segersäll, men Sverige bestod då bara av Götalandskapen, Närke, Södermanland, Västmanland och de uppländska folklanden. Konsolideringen av Sverige fortgick under medeltiden och nya områden lades till. Vid denna tid etablerades även det svenska styret över Finland. De finska landskapen var redan vid slutet av 1200-talet fullt jämställda med övriga delar av det svenska riket.
När Sverige kristnades och i vilken omfattning är oklart. Spår finns redan från omkring 900 men den förste kung som tog ställning för kristendomen var Olof Skötkonung omkring år 1000. Kristnandet skedde genom mission och genom att kungar och hövdingafamiljer ställde sig bakom den nya guden. 
Under medeltiden utövades rättsskipningen i landskapen genom lagsagorna och först 1336 ersattes landskapslagarna av lagar för hela riket av kung Magnus Eriksson. 
Sverige, Danmark och Norge förenades i Kalmarunionen år 1397 varpå de tre rikena fick en gemensam monark och utrikespolitik.

### Vasatiden
Vasatiden började med att Gustav Vasa efter Stockholms blodbad ledde Sverige ur Kalmarunionen genom krig med Danmark, en konflikt som kallas befrielsekriget. Kriget slutade 1523, och samma år valdes Gustav Vasa till kung av Sverige. Under Gustav Vasa tog reformationen fart i Sverige samtidigt som reduktioner av kyrkojord bidrog till att statens finanser stärktes. Gustav Vasa var även den som 1544 införde arvkungadöme i Sverige.
Under Vasatiden kallade ståndsriksdagen löpande till riksdagar och omfattade då permanent bondeståndet.

### Sverige som stormakt

Karta över stormakten Sveriges utveckling och besittningar mellan 1560 och 1815.

Stormaktstiden inleddes med att kung Gustav II Adolf ledde in Sverige i det trettioåriga kriget. Kungen dödades 1632 under Slaget vid Lützen, men Sveriges deltagande under kriget fram till fredsslutet 1648 gjorde att Sverige genom den Westfaliska freden blev en europeisk stormakt, med besittningar i norra Tyskland och Baltikum. Det var under stormaktstiden som Skåne, Halland, Blekinge, Bohuslän, Gotland, Härjedalen och Jämtland blev en del av Sverige. Övriga områden som erövrades (bl.a. Kexholms län, Ingermanland, Estland, Livland, Bremen-Verden och Pommern) kom att förloras under följande århundraden.
Fram till 1680 delades den utövande makten mellan kungen och högadeln, vilket ledde till mäktigare adelsmän. I samband med reduktionen infördes 1680 enväldig monarki, vilken varade fram till Karl XII:s död 1718, vilket markerar slutet på Stora nordiska kriget.

### Frihetstiden
Som en reaktion på nederlaget i det Stora nordiska kriget började frihetstiden år 1719, vilket ledde till övergången till en konstitutionell monarki med svag kungamakt och stark riksdag. Denna period såg bildandet av Sveriges första politiska partier, hattarna och mössorna. Frihetstiden såg även en omläggning av landets ekonomiska politik mot en mer merkantilistisk, och staten stödde bland annat bildandet av manufakturer genom produktplakatet.
Dock fanns spänningar mellan kungamakten och ständerna, som tog sig uttryck i den misslyckade statskuppen 1756. Frihetstiden slutade med att Gustav III genomförde sin egen statskupp 1772 som ledde till en starkare kungamakt.

### Gustavianska tiden

Revolutionsring från 1772 med Gustav III.

Statskuppen 1772 gav upphov till 1772 års regeringsform och den markerar början på den Gustavianska tiden som varade fram till 1809. Under denna tid liberaliserades strafflagstiftningen, dödsstraff begränsades och tortyr avskaffades. Viss religionsfrihet infördes för romerska katoliker och judar. Genom Förenings- och säkerhetsakten från Riksdagen 1789 avskaffades de flesta av adelns privilegier, men samtidigt utökades även kungens makt.
Gustav III sköts på en maskeradbal 1792 av Jacob Johan Anckarström, och han efterträddes av sin son Gustav IV Adolf. Sveriges utrikespolitik utformades som ett motstånd mot den Franska revolutionen och senare som ett öppet motstånd mot Napoleon. Sverige drogs in i Napoleonkrigen och 1809 förlorades den östra rikshalvan, Finland, till Ryssland efter det Finska kriget 1808–1809. Kungen avsattes genom statskuppen 1809.

### 1800-talet
Jean Baptiste Bernadotte (Karl Johan) valdes till svensk tronföljare vid Riksdagen 1810 i Örebro, och Sverige gick därefter åter med i militärallians mot Napoleon. Under det Sjätte koalitionskriget deltog Sverige med trupper i Tyskland. Karl Johan som var överbefälhavare för den norra armén avdelade den svenska armén efter Slaget vid Leipzig för att gå mot Danmark. Danmark var vid denna tid en av Frankrikes allierade. Sverige vann Slaget vid Bornhöft, och Danmark tvingades till Freden i Kiel, där Sverige fick Norge, mot att Danmark fick Svenska Pommern.
Norge accepterade inte överenskommelsen utan utropade sin självständighet och skapade sin egen författning, Eidsvollförfattningen. Detta kunde inte Sverige acceptera utan man skickade armén till Norge för att slå ner upproret. Fälttåget mot Norge varade endast en knapp månad, och slutade med svensk seger och Konventionen i Moss. Därefter bildade Sverige och Norge en union, Förenade Konungarikena Sverige och Norge, som varade fram till 1905.
Under 1800-talet drog industrialiseringen igenom Sverige. Denna var beroende av goda transportnät, varför man lät bygga Göta kanal, som stod klar 1832. Därefter inleddes byggandet av järnvägar, vilka från 1850-talet var av stor betydelse. 1862 stod Västra stambanan klar.
Även inom politiken skedde förändringar. 1866 avskaffades ståndsriksdagen genom representationsreformen, och en nya tvåkammarriksdag infördes. Den svenska industrialiseringen skapade även stora internationella företag, främst inom elektronik och kemi som L.M. Ericsson och Nitroglycerin AB, vilka fick en internationellt betydelsefull ställning mot seklets slut.

### Demokratisering av Sverige, folkhemspolitik
En första rösträttsreform beslöts år 1909, vilken innebar rösträtt för alla män, med graderad rösträtt och ett proportionellt valsystem. År 1919 fattades riksdagsbeslut om allmän och lika rösträtt i Sverige, sedan kung Gustaf V accepterat att utnämna Sveriges regering utifrån riksdagens flertal år 1917. Lika rösträtt tillämpades första gången i andrakammarvalet 1921, som ledde till en socialdemokratisk regering under Hjalmar Branting.
Under 1920-talet växlade regeringsmakten, men vid valet 1932 kom socialdemokraterna i regeringsställning och förutom sommaren 1936 förblev partiet vid makten fram till 1976. Under andra världskrigets samlingsregering och 1950-talets koalitionsregering med nuvarande Centerpartiet delades dock regeringsmakten med andra partier.
Under andra världskriget hoppades de nordiska länderna kunna vara neutrala, men denna förhoppning gick i kras genom Sovjetunionens anfall på Finland och Nazitysklands anfall på Danmark och Norge, vilket tvingade Sverige att föra en pragmatisk politik mot omvärlden. Efter krigsslutet avvecklades samlingsregeringen, och en rent socialdemokratisk regering tillträdde. Under 1950- och 1960-talen genomfördes omfattande reformer inom socialpolitiken, och under tidigt 1970-tal genomfördes en omreglering av arbetsmarknaden. Den ekonomiska högkonjunkturen under dessa år gjorde att många kunde ta del av en stigande levnadsstandard.
Den svenska säkerhetspolitiken byggde på alliansfriheten i fredstid syftande till neutralitet i händelse av krig. Senare har det dock visat sig att den formella alliansfriheten inte förhindrade ett nära vapentekniskt samarbete med Nato. Statsminister Olof Palme drev dock en offensiv utrikespolitik med kritik mot bland annat Vietnamkriget och apartheid i Sydafrika.
År 1971 ersattes den tidigare tvåkammarriksdagen med en enkammarriksdag. År 1974 kom en omfattande grundlagsreform. Under 1970-talet försämrades ekonomin och energifrågan blev aktuell. Kritiken mot kärnkraften ledde till att riksdagen beslutade att inga fler kärnkraftverk skulle byggas.

### Sent 1900-tal och framåt
Berlinmurens fall 1989, Sovjetunionens fall 1991 och det kalla krigets slut ledde till en omprövning av den tidigare majoritetsuppfattningen att den svenska alliansfriheten förhindrande ett närmare svenskt deltagande i den europeiska integrationsprocessen. Den europeiska frihandelssammanslutningen EFTA, som Sverige varit med i sedan organisationen bildades 1960, närmade sig den Europeiska gemenskapen, EG, genom samarbetet EES. I ett krispaket hösten 1990 öppnade regeringen för att Sverige borde ansöka om att bli medlem i EG (som senare ombildades till Europeiska unionen, EU).
Efter förhandlingar blev Sverige medlem i EU den 1 januari 1995, sedan en majoritet på 52,3 procent röstat för medlemskap i en folkomröstning den 13 november 1994.
Den 7 mars 2024 blev Sverige medlem i det militära försvarssamarbetet NATO.

## Geografi och natur

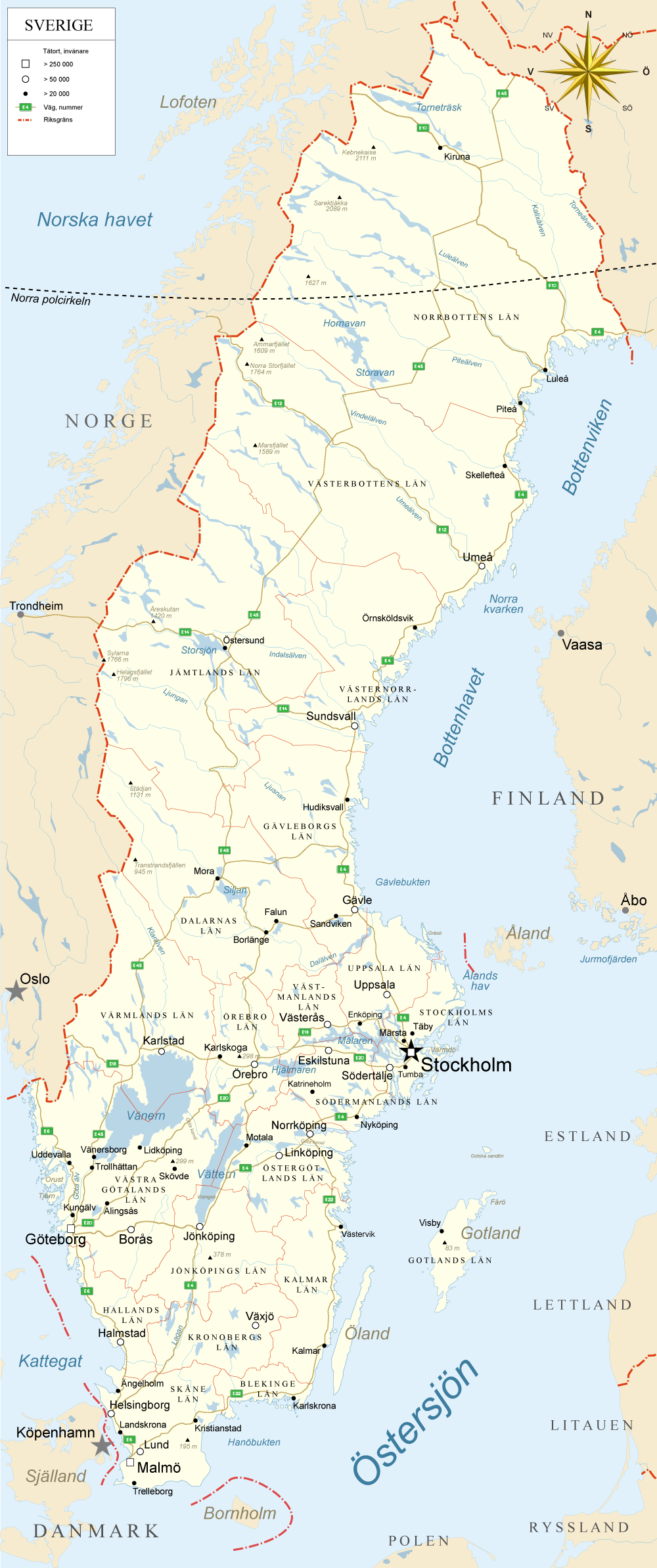
Karta över Sverige med länsgränser, de största tätorterna och vägarna samt sjöar, floder och berg.

### Översikt
Sverige ligger i norra Europa, på östra delen av den skandinaviska halvön och sträcker sig över ungefär 17 latituder (breddgrader) och 15 longituder (meridianer). Den longitudinella skillnaden motsvarar 52 minuters skillnad i soltid (mellan Haparanda i öster och Strömstad i väster). Till ytan är Sverige det femte största landet i Europa (om enbart de europeiska delarna av Danmark respektive Turkiet räknas). Landet gränsar till Norge i väster, Finland i nordost, samt Danmark i sydväst. De omgivande vattnen är Bottenviken och Bottenhavet, som utgör en del av Östersjön, samt i sydväst Skagerrak, Kattegatt och Öresund. Sverige utgör en del av det geografiska området Norden.
Öster om Sverige ligger Östersjön och Bottniska viken och den långa kustlinjen påverkar klimatet. I väster ligger den skandinaviska fjällkedjan som såsom bergskedja benämns Skanderna, sedan gammalt också kallad Kölen på både svenska och norska (kjølen). Den skiljer Sverige från Norge. Riksgränsen följer alltsedan 1700-talet någorlunda väl vattendelaren i denna bergskedja. Älvarna i norra Sverige (de så kallade Norrlandsälvarna) flyter alltså som regel österut från bergskedjan och hinner ofta bli ganska breda.
Södra Sverige är till stora delar jordbruksmark. Totalt täcks Sverige av 2,7 miljoner hektar jordbruksmark. Totalt sett täcks dock 60 procent av totalytan och 75 procent av landarean av skog. Sveriges skogsland tillhör den västra ytterkanten av den eurasiska taigan. Befolkningstätheten är också större i de södra delarna, med centrum främst i Mälardalen, Bergslagen, Öresundsregionen och i Västra Götalandsregionen. I södra Götaland rinner många vattendrag upp i mitten av det så kallade sydsvenska höglandet och rinner både åt norr och söder, öster och väster. Vattendragen i södra Sverige blir vanligen heller inte lika långa och stora som i norr. I Svealand och i Götaland finns dock Sveriges största älv när det gäller vattenföring och avrinningsområde: Klarälven-Göta älv, som bland annat inkluderar sjön Vänern. Sverige är ovanligt tätt på sjöar av olika storlek. Det finns 267 570 insjö- och havsöar i Sverige.
Sveriges högsta berg är Kebnekaise, på 2 097 meter över havet. De två utmärkande största öarna är Gotland och Öland, de två största sjöarna är Vänern och Vättern. Sverige sträcker sig 1 572 km från norr till söder och den största bredden är cirka 500 km (se även Sveriges ytterpunkter).
Skog, vattenkraft och järnmalm är viktiga naturresurser, liksom mangan i Östersjön, koppar, bly, zink, guld, silver, uran, arsenik, volfram och fältspat.

### Klimat
Sverige har ett oftast milt tempererat klimat med stora temperaturskillnader, trots sitt nordliga läge, vilket beror på värme från Golfströmmen. I södra Sverige är lövträd dominerande, i norr barrskogar, med tall och gran, och härdiga björkar vilka dominerar landskapet. I Sveriges nordligaste del, som präglas av fjäll, har landet ett subarktiskt klimat. Det betyder längre, kallare och snösäkra vintrar. Under delar av sommaren är det midnattssol (solen går inte ner) i allra nordligaste Sverige (norr om polcirkeln), medan det under delar av vintern är totalt mörker. Midvinternatten avbryts då endast av några timmars gryning och skymning.
Årsnederbörden ligger normalt runt 680 mm, med relativt stora mängder över den västra fjällkedjan. Dygnsmedeltemperaturen i januari varierar mellan cirka 0 grader i söder, några minusgrader i mellersta Sverige och ner till −18 °C i norr. I juli är temperaturskillnaderna mellan norr och söder avsevärt mindre än på vintern. Dygnsmedeltemperaturen ligger då nära 17 °C i både Götaland (något lägre på sydsvenska höglandet) och Svealand (med undantag av de västra delarna). I Norrland avtar dygnsmedeltemperaturen längs kusten från cirka 17 °C vid Gävle ner till 14 °C vid Haparanda. I fjällen stannar emellertid dygnsmedeltemperaturen för juli strax över 10 °C. Sveriges lägsta temperatur uppmättes den 2 februari 1966 i Vuoggatjålme, Lappland, med –52,6 grader . Den högsta registrerade temperaturen, 38 °C, noterades i Ultuna, Uppland (9 juli 1933) och Målilla, Småland (29 juni 1947).
Kiruna (Norra Norrland/nordligaste Sverige):
|                                            | Jan | Feb | Mar | Apr | Maj | Jun | Jul | Aug | Sep | Okt | Nov | Dec |
| ------------------------------------------ | --- | --- | --- | --- | --- | --- | --- | --- | --- | --- | --- | --- |
| Normaldygnets maximitemperaturs medelvärde | −10 | −8  | −4  | 1   | 7   | 14  | 17  | 14  | 8   | 2   | −5  | −8  |
| Normaldygnets minimitemperaturs medelvärde | −19 | −18 | −14 | −8  | −1  | 5   | 7   | 6   | 1   | −5  | −12 | −17 |
|                                            |     |     |     |     |     |     |     |     |     |     |     |     |
| Nederbörd                                  | 30  | 25  | 26  | 27  | 34  | 49  | 86  | 74  | 49  | 47  | 42  | 34  |

| Diagram | temperaturer i °C • månadsnederbörd i mm | temperaturer i °C • månadsnederbörd i mm | temperaturer i °C • månadsnederbörd i mm | temperaturer i °C • månadsnederbörd i mm | temperaturer i °C • månadsnederbörd i mm | temperaturer i °C • månadsnederbörd i mm | temperaturer i °C • månadsnederbörd i mm | temperaturer i °C • månadsnederbörd i mm | temperaturer i °C • månadsnederbörd i mm | temperaturer i °C • månadsnederbörd i mm | temperaturer i °C • månadsnederbörd i mm | temperaturer i °C • månadsnederbörd i mm |
|         | 30 -10 -19                               | 25 -8 -18                                | 26 -4 -14                                | 27 1 -8                                  | 34 7 -1                                  | 49 14 5                                  | 86 17 7                                  | 74 14 6                                  | 49 8 1                                   | 47 2 -5                                  | 42 -5 -12                                | 34 -8 -17                                |

Stockholm (Östra Svealand/södra Mellansverige):
|                                            | Jan | Feb | Mar | Apr | Maj | Jun | Jul | Aug | Sep | Okt | Nov | Dec |
| ------------------------------------------ | --- | --- | --- | --- | --- | --- | --- | --- | --- | --- | --- | --- |
| Normaldygnets maximitemperaturs medelvärde | −1  | −1  | 3   | 9   | 16  | 21  | 22  | 20  | 15  | 10  | 5   | 1   |
| Normaldygnets minimitemperaturs medelvärde | −5  | −5  | −3  | 1   | 6   | 11  | 13  | 13  | 9   | 5   | 1   | −3  |
|                                            |     |     |     |     |     |     |     |     |     |     |     |     |
| Nederbörd                                  | 39  | 27  | 26  | 30  | 30  | 45  | 72  | 66  | 55  | 50  | 53  | 46  |

| Diagram | temperaturer i °C • månadsnederbörd i mm | temperaturer i °C • månadsnederbörd i mm | temperaturer i °C • månadsnederbörd i mm | temperaturer i °C • månadsnederbörd i mm | temperaturer i °C • månadsnederbörd i mm | temperaturer i °C • månadsnederbörd i mm | temperaturer i °C • månadsnederbörd i mm | temperaturer i °C • månadsnederbörd i mm | temperaturer i °C • månadsnederbörd i mm | temperaturer i °C • månadsnederbörd i mm | temperaturer i °C • månadsnederbörd i mm | temperaturer i °C • månadsnederbörd i mm |
|         | 39 -1 -5                                 | 27 -1 -5                                 | 26 3 -3                                  | 30 9 1                                   | 30 16 6                                  | 45 21 11                                 | 72 22 13                                 | 66 20 13                                 | 55 15 9                                  | 50 10 5                                  | 53 5 1                                   | 46 1 -3                                  |

Göteborg (Västra Götaland):
|                                            | Jan | Feb | Mar | Apr | Maj | Jun | Jul | Aug | Sep | Okt | Nov | Dec |
| ------------------------------------------ | --- | --- | --- | --- | --- | --- | --- | --- | --- | --- | --- | --- |
| Normaldygnets maximitemperaturs medelvärde | 1   | 1   | 5   | 10  | 16  | 20  | 21  | 21  | 16  | 12  | 6   | 3   |
| Normaldygnets minimitemperaturs medelvärde | −3  | −4  | −1  | 2   | 7   | 11  | 13  | 12  | 9   | 6   | 2   | −2  |
|                                            |     |     |     |     |     |     |     |     |     |     |     |     |
| Nederbörd                                  | 61  | 40  | 49  | 41  | 49  | 59  | 68  | 75  | 80  | 83  | 82  | 72  |

| Diagram | temperaturer i °C • månadsnederbörd i mm | temperaturer i °C • månadsnederbörd i mm | temperaturer i °C • månadsnederbörd i mm | temperaturer i °C • månadsnederbörd i mm | temperaturer i °C • månadsnederbörd i mm | temperaturer i °C • månadsnederbörd i mm | temperaturer i °C • månadsnederbörd i mm | temperaturer i °C • månadsnederbörd i mm | temperaturer i °C • månadsnederbörd i mm | temperaturer i °C • månadsnederbörd i mm | temperaturer i °C • månadsnederbörd i mm | temperaturer i °C • månadsnederbörd i mm |
|         | 61 1 -3                                  | 40 1 -4                                  | 49 5 -1                                  | 41 10 2                                  | 49 16 7                                  | 59 20 11                                 | 68 21 13                                 | 75 21 12                                 | 80 16 9                                  | 83 12 6                                  | 82 6 2                                   | 72 3 -2                                  |

Malmö (Skåne, sydligaste Sverige):
|                                            | Jan | Feb | Mar | Apr | Maj | Jun | Jul | Aug | Sep | Okt | Nov | Dec |
| ------------------------------------------ | --- | --- | --- | --- | --- | --- | --- | --- | --- | --- | --- | --- |
| Normaldygnets maximitemperaturs medelvärde | 2   | 2   | 5   | 10  | 16  | 20  | 21  | 21  | 17  | 12  | 7   | 4   |
| Normaldygnets minimitemperaturs medelvärde | −3  | −3  | −1  | 2   | 7   | 11  | 13  | 12  | 10  | 7   | 3   | −1  |
|                                            |     |     |     |     |     |     |     |     |     |     |     |     |
| Nederbörd                                  | 49  | 30  | 40  | 38  | 41  | 52  | 61  | 58  | 59  | 57  | 61  | 58  |

| Diagram | temperaturer i °C • månadsnederbörd i mm | temperaturer i °C • månadsnederbörd i mm | temperaturer i °C • månadsnederbörd i mm | temperaturer i °C • månadsnederbörd i mm | temperaturer i °C • månadsnederbörd i mm | temperaturer i °C • månadsnederbörd i mm | temperaturer i °C • månadsnederbörd i mm | temperaturer i °C • månadsnederbörd i mm | temperaturer i °C • månadsnederbörd i mm | temperaturer i °C • månadsnederbörd i mm | temperaturer i °C • månadsnederbörd i mm | temperaturer i °C • månadsnederbörd i mm |
|         | 49 2 -3                                  | 30 2 -3                                  | 40 5 -1                                  | 38 10 2                                  | 41 16 7                                  | 52 20 11                                 | 61 21 13                                 | 58 21 12                                 | 59 17 10                                 | 57 12 7                                  | 61 7 3                                   | 58 4 -1                                  |

### Naturtyper
- Sjöar och vattendrag – Sverige är ett av världens sjörikaste länder, och nästan en tiondel av Sveriges yta består av sjöar. Utöver sjöar finns ett antal större älvar, som Vindelälven, Torne älv, Kalix älv och Pite älv, som alla är skyddade som nationalälvar.
- Fjäll
- Kust och hav
- Ädellövskog – mindre än en procent av Sveriges landyta är idag täckt av ädellövskog. Idag finns ädellövskog enbart söder om Dalälven.
- Våtmark – cirka en femtedel av Sveriges landyta täcks av våtmark.
- Barrskog – denna naturtyp dominerar Sveriges natur.

#### Vegetationsregioner

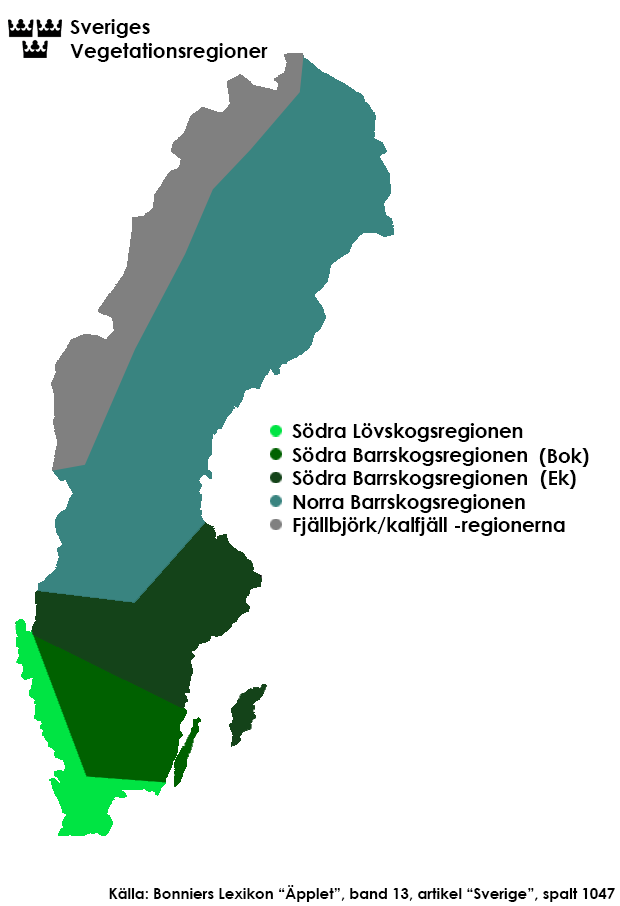
Karta över Sverige vegetationsregioner.

I och med Sveriges stora latitudiella skillnad nord till syd (från omkring 55 till 69 grader nord) uppstår det stora skillnader för vegetationens möjliga utbredning. Man kan skilja på odlingszoner (för planterade träd och grödor) samt vegetationsregioner, för den naturliga spridningen av allt ifrån gräs till träd. I detta hänseende indelas Sverige i fem huvudregioner.
1. Södra lövskogsregionen
2. Södra barrskogsregionen
3. Norra barrskogsregionen
4. Fjällbjörksregionen
5. Kalfjällsregionen

Typiskt för södra lövskogsregionen är att det är en utlöpare från Nordvästeuropas lövskogsområde men den främsta faktorn är likväl avsaknaden av naturligt spridd gran. Regionen, som täcker västkusten, större delen av Skåne samt södra Blekinge präglas i stället främst av bok och andra ädla lövträd. Almen har dock minskat p.g.a. almsjuka.
Södra Öland tillhör södra lövskogsregionen, men utgör ett litet undantag då gran sprider sig naturligt där.
Södra barrskogsregionen präglas av en blandning av barrträd, med inslag av bland annat bok och ek. Bokens nordgräns delar upp denna region i två underregioner. Bok förekommer naturligt, blandat med barrträd ungefär enligt en linje från mellersta Bohuslän till Oskarshamnstrakten, med en exklav på Västgötaslätten. Södra barrskogsregionens avslutning norrut sammanfaller helt och hållet med ekens nordgräns (enstaka exemplar längre norrut förlänger inte södra barrskogsregionen).
Norra barrskogsregionen präglas av gran, tall med inslag av björk, al, asp med flera lövträd. I princip alla ädla lövträd är planterade. Norra barrskogsregionen är en direkt utlöpare av den rysk-finska tajgan. Ju längre norrut man kommer desto glesare blir skogen.
I fjälltrakternas lägre terräng finner man fjällbjörksregionen, där fjällbjörken utgör den enda större vegetationen. Lägre vegetation som blommor, lavar och blåbärsris förekommer.
Över en viss höjd i fjällen finner man kalfjällsregionen. Trädgränsens höjd beror av latituden och är t.ex. högre upp i Dalafjällen än vid Riksgränsen. Kalfjäll kan utgöras av glaciär eller frilagt urberg (d.v.s klippor) men också av lägre vegetation sommartid.

### Sveriges fauna
- Sveriges däggdjursfauna
- Sveriges fiskfauna
- Sveriges fågelfauna
- Sveriges grod- och kräldjursfauna
- Sveriges insektsfauna

## Statsskick och politik

### Sveriges statsskick

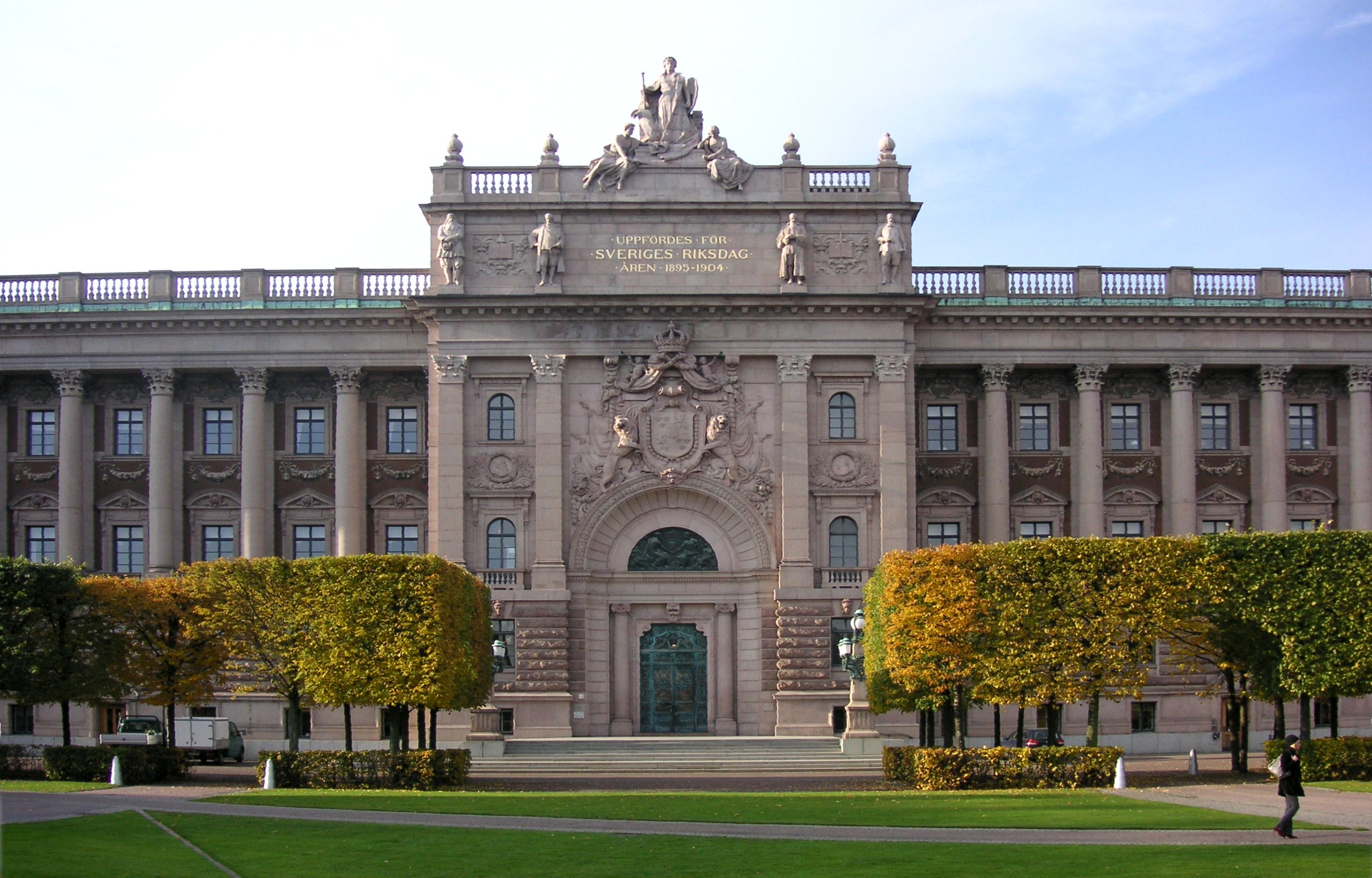
Riksdagshusets entré i Stockholm. Riksdagen är enligt regeringsformen folkets främsta företrädare och beslutar om alla lagar.

Sverige är en parlamentarisk och representativ demokrati med en folkvald riksdag och styrs av en regering ledd av en statsminister. Formellt är Sverige samtidigt en konstitutionell monarki, där monarken – kungen – är statschef.
Nuvarande statschef är konung Carl XVI Gustaf, tronarvinge är kronprinsessan Victoria, regeringschef är statsminister Ulf Kristersson, och riksdagens talman är Andreas Norlén.
Lagarna i riket stiftas av landets parlament – riksdagen – med 349 direktvalda ledamöter, som utses i fria val. Riksdagen består av en kammare. Regeringen är ansvarig inför riksdagen. Nya lagförslag läggs vanligen fram av regeringen men kan också läggas fram av riksdagsledamöterna. Riksdagens ledamöter – riksdagsmännen – väljs vart fjärde år enligt ett proportionellt valsystem. Valdagen är andra söndagen i september, och då väljs också kommunfullmäktigeledamöter och regionfullmäktigeledamöter. Riksdagsledamöter och alla andra politiker väljs genom att väljarna röstar på olika partier, som i sin tur representerar olika politiska idériktningar. Alla medborgare över 18 år får rösta i riksdagsvalen, samt fritt grunda partier eller kandidera till politiska poster. Det svenska politiska systemet bygger i hög grad på deltagardemokrati. Vid val till riksdagen finns den s.k. 4-procentsspärren som innebär att partier med röstandel under detta inte erhåller några riksdagsmandat.
Sverige har fyra grundlagar: regeringsformen (1974, rev. 2010), successionsordningen (1810, rev. 1980), tryckfrihetsförordningen (1949) och yttrandefrihetsgrundlagen (1992). Riksdagsordningen (2014) har status mellan grundlag och vanlig lag. Regeringsformen inleds med följande portalparagraf:
| ”                 | All offentlig makt i Sverige utgår från folket. Den svenska folkstyrelsen bygger på fri åsiktsbildning och på allmän och lika rösträtt. Den förverkligas genom ett representativt och parlamentariskt statsskick och genom kommunal självstyrelse. Den offentliga makten utövas under lagarna. | „ |
| – Regeringsformen | |   |

Grundlagarna kan endast ändras genom två likalydande riksdagsbeslut med ett riksdagsval emellan. Vidare kan, om riksdagen har fattat ett första beslut om att ändra i grundlagen, en folkomröstning hållas innan det andra beslutet. Resultatet av en sådan folkomröstning är bindande. Lagrådet kontrollerar nya lagförslag. Det granskar hur lagförslaget förhåller sig till grundlagarna och rättsordningen, rättssäkerhetens krav och till EU-rätten samt hur föreskrifterna förhåller sig till varandra.

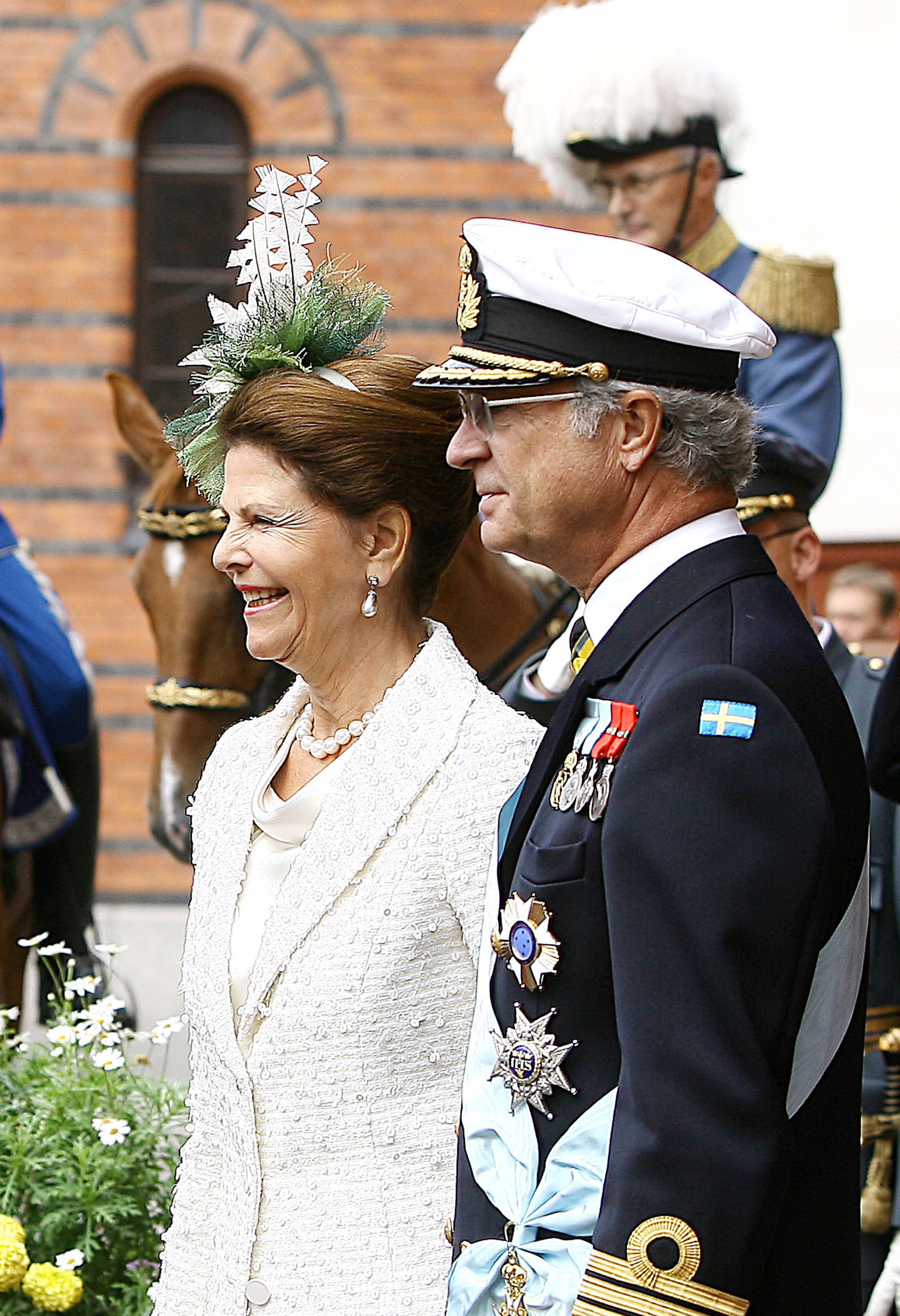
Kung Carl XVI Gustaf och drottning Silvia.

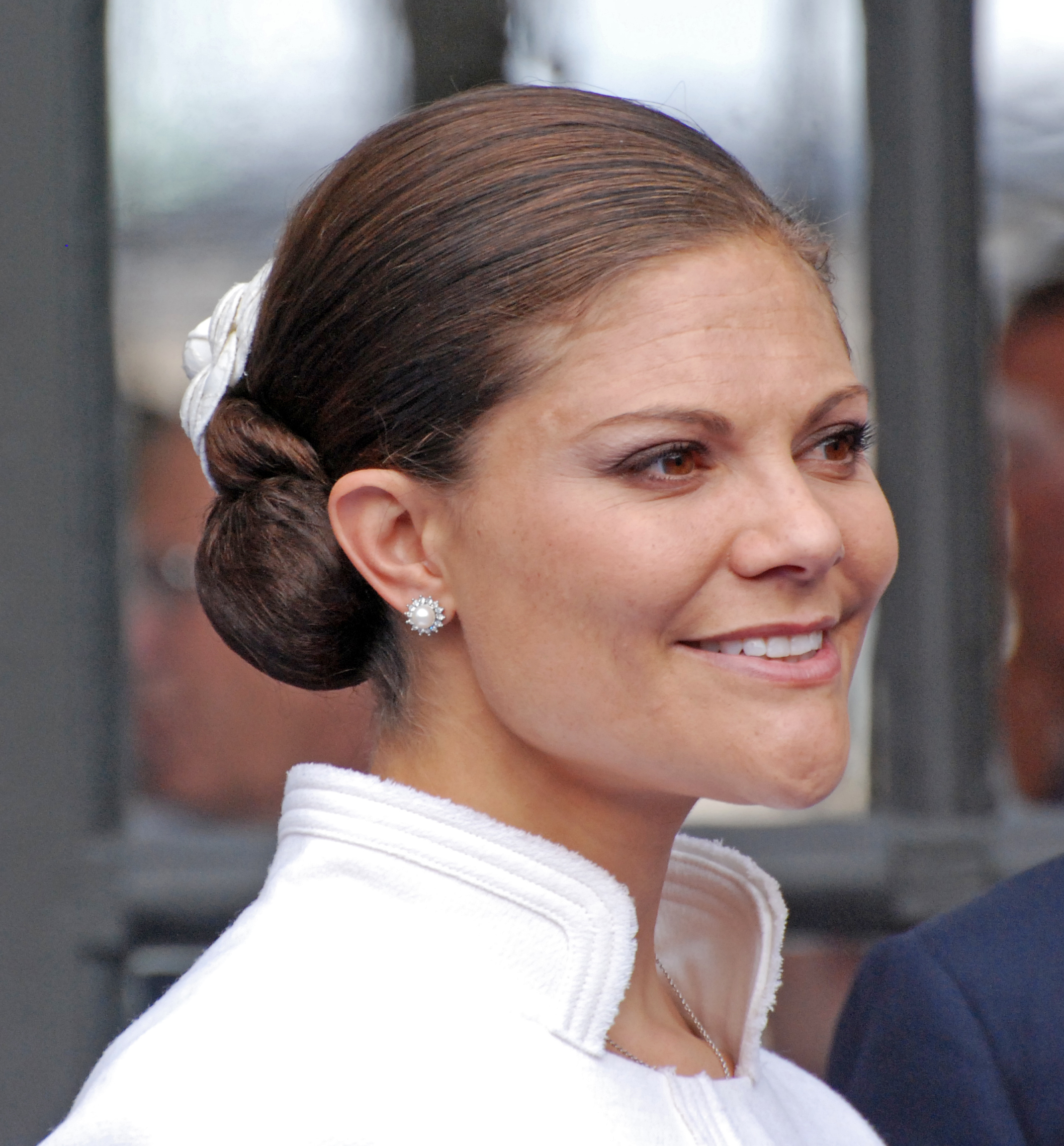
Kronprinsessan Victoria är svensk tronarvinge.

Monarkin innehar inte längre någon politisk makt; monarkin har i stället en symbolisk statschefsfunktion med nästan uteslutande ceremoniella uppgifter. Grundlagen skrevs delvis med syftet att ”med ett penndrag” kunna avveckla monarkin, och flera partier har införandet av republik inskrivet i sina partiprogram. Kungahuset har dock fortsatt åtnjuta hög popularitet, varför frågan av pragmatiska skäl inte väcks.
Regeringen styr landet och tillsätts efter riksdagsvalen genom förhandlingar som leds av riksdagens talman. Talmannen föreslår en statsminister på grundval av vem som har det starkaste stödet i den nyvalda riksdagen. På talmannens förslag utser riksdagen statsministern. Statsministern utser i sin tur ministrarna i regeringen. Regeringen måste stödjas eller tolereras av en majoritet riksdagens ledamöter. Riksdagen har även kontrollerande funktioner, både av regeringen och av myndigheterna; regeringen kontrolleras bland annat av riksdagens konstitutionsutskott. Riksdagen kan också när den vill pröva om regeringen fortfarande har stöd av riksdagen. Riksdagen kan på så sätt tvinga regeringen att avgå; det kan ske genom att minst 35 ledamöter går ihop och föreslår en omröstning om misstroendeförklaring.
Sveriges styrelse bygger därutöver på långtgående decentralisering. Kommuner och myndigheter har en ovanligt stark ställning som enskilda instanser, och kommunernas självstyre är inskrivet i grundlagen. I Sverige finns sammanlagt runt 380 olika statliga myndigheter och bolag. En ovanlig politisk institution – som dessutom uppfanns i Sverige – är ombudsmannainstitutionen. Sverige har flera ombudsmän som tillgodoser enskildas rättigheter mot myndigheter, organisationer och företag. Justitieombudsmannen (JO) heter den främsta ombudsman som värnar medborgarnas rätt att bli behandlade på rätt sätt av myndigheterna.
Sverige är medlem i EU, och Sveriges grundlag är underordnad Europeiska unionens, men förhållandet mellan dessa är inte klarlagt exakt. Omkring 80 procent av alla nya lagar som stiftas i Sverige är från början direktiv som har fattats inom EU. Sverige har 21 av 705 mandat i Europaparlamentet och företräds av den svenska regeringen i Europeiska unionens råd. I Europeiska kommissionen sitter svenskan Ylva Johansson (S), men representerar inte Sveriges, utan Europas, intressen. Sverige tillhörde länge de länder som hade den allra högsta åtföljnadsgraden av EU:s direktiv. De senaste åren har dock implementationsprocenten minskat en aning. Som följd av EU-medlemskapet utformas Sveriges utrikes- och säkerhetspolitik delvis i samarbete med andra länder. Regeringen representerar Sverige i EU, men förutsätts representera riksdagens ståndpunkter i Europeiska unionens råd genom att regeringen kontinuerligt konsulterar EU-nämnden i riksdagen.

### Politik

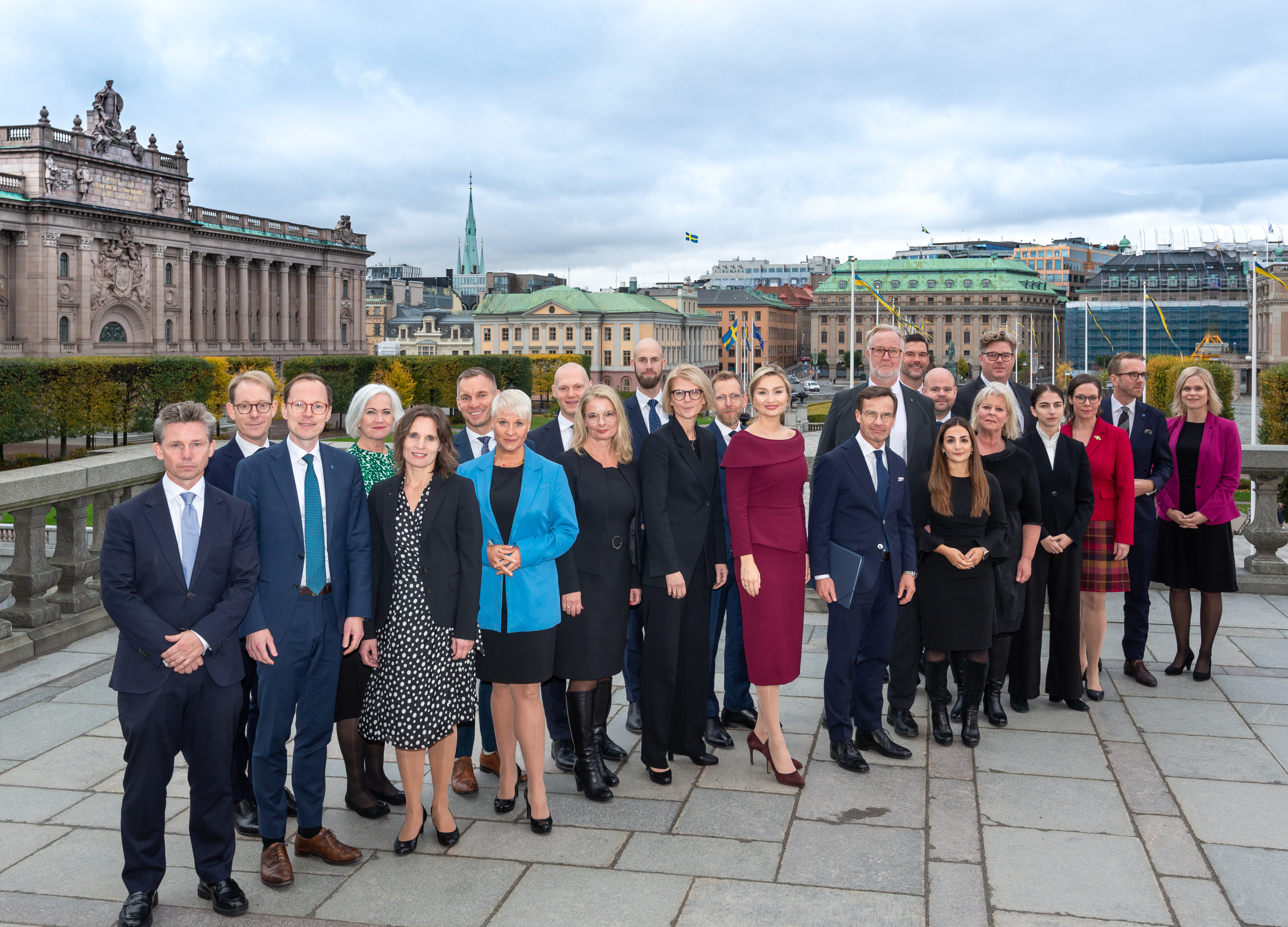
Ulf Kristersson (i mitten) som är Sveriges statsminister sedan 2022, i en minoritetsregering bestående av Moderaterna, Kristdemokraterna och Liberalerna.

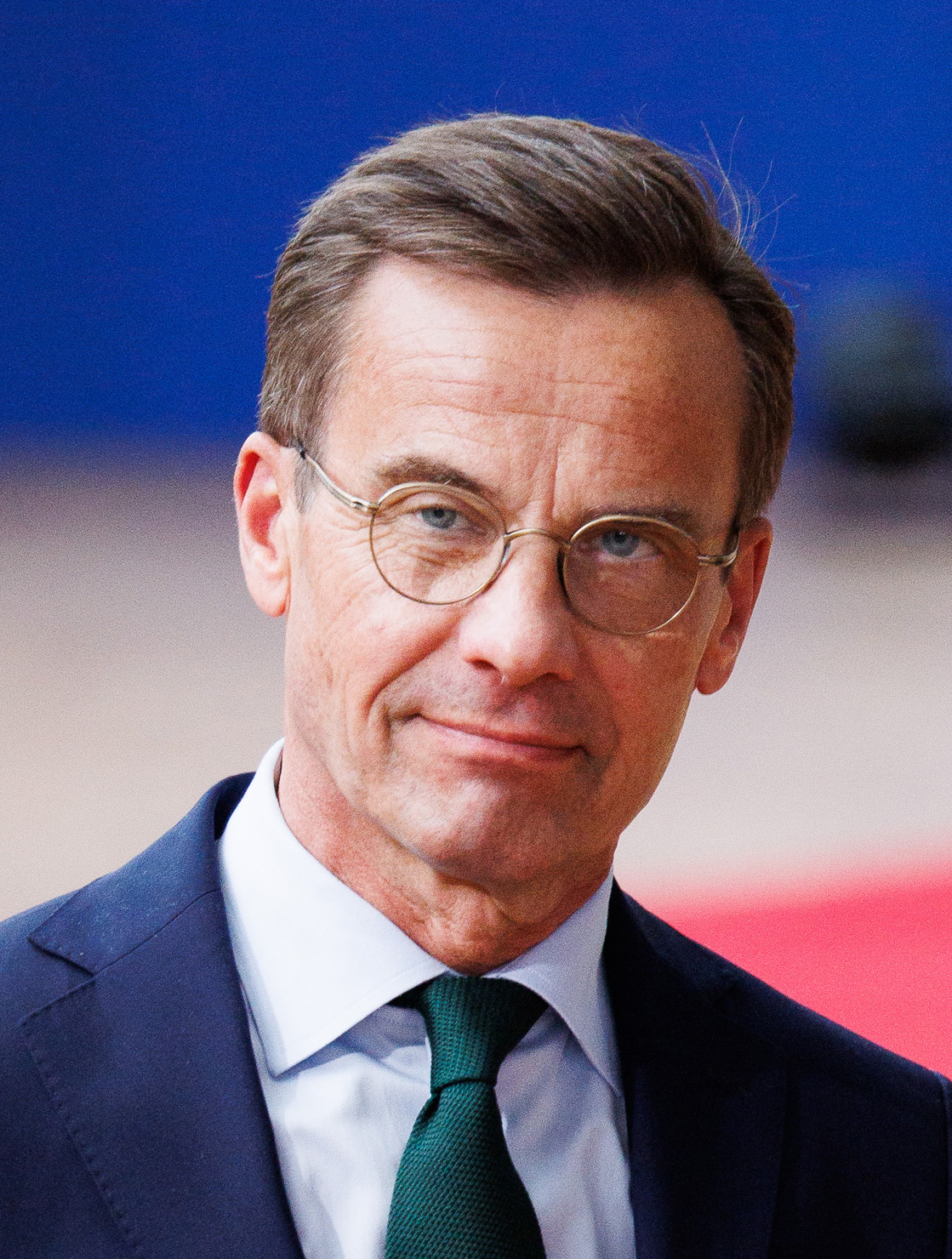
Sveriges statsminister Ulf Kristersson.

Under större delen av 1900-talet har Sverige i huvudsak haft fem olika partier i parlamentet, riksdagen, som grovt uppräknat har representerat socialism, socialdemokrati, liberalism, konservatism samt landsbygdens intressen. I slutet av 1900-talet tillkom riksdagspartierna Miljöpartiet de gröna (1988) och Kristdemokraterna (1991). Sverigedemokraterna finns i riksdagen sedan 2010. I valet 1991 röstades Ny demokrati in i riksdagen, men kom efter valet 1994 att nästan försvinna helt ur svensk politik. Sedan valet 2022 är de största partierna utanför riksdagen: Partiet Nyans, Alternativ för Sverige samt Medborgerlig samling.
I EU-parlamentet representeras Sverige av riksdagspartierna. Åren 2004–2009 hade Junilistan först tre och sedan två mandat och åren 2009–2014 hade Piratpartiet två mandat i EU-parlamentet. Mandatperioden 2014–2019 hade Feministiskt initiativ ett mandat.
Socialdemokraterna har sedan 1930-talet dominerat svensk politik och satt närmast oavbrutet i regeringsposition från 1932 fram till 1976 med egen majoritet 1968–1970. Sedan slutet av 90-talet har socialdemokratiska regeringar förlitat sig på stöd från miljöpartiet och vänstern för att bilda regering. De senaste decennierna har socialdemokratins dominans luckrats upp av återkommande borgerliga valsegrar. Riksdagsvalet 2006 resulterade i att den borgerliga alliansen (Allians för Sverige) bestående av Moderaterna, Folkpartiet liberalerna, Centerpartiet och Kristdemokraterna kunde bilda en majoritetskoalition. Moderaternas partiledare Fredrik Reinfeldt innehade posten som Sveriges statsminister, dock efter riksdagsvalet 2010 som ledare för en minoritetsregering. Efter riksdagsvalet 2014 var åter en socialdemokrat statsminister; först Stefan Löfven som ledde en minoritetsregering tillsammans med Miljöpartiet de gröna mellan 2014 och 2021, och Magdalena Andersson i en minoritetsregering sedan november 2021 då Stefan Löfven avgick. Efter riksdagsvalet 2022 blev Moderaternas partiledare Ulf Kristersson statsminister och leder för närvarande en minoritetsregering bestående av Moderaterna, Kristdemokraterna och Liberalerna, med parlamentariskt stöd av Sverigedemokraterna.
I samband med riksdagsvalen hålls också val till kommun och region. De partier som nu är representerade i riksdagen är också representerade på de flesta håll lokalt. Därtill är det också vanligt med rent kommunala eller regionala partier samt mer eller mindre rikstäckande småpartier som ställer upp i lokala val. Landsbygdspartiet oberoende, Medborgerlig samling, Sjukvårdspartiet, Alternativ för Sverige, Feministiskt initiativ, Partiet Nyans, Kommunistiska Partiet, Rättvisepartiet Socialisterna och Sveriges pensionärers intresseparti är exempel på partier utanför riksdagen som finns representerade lokalt.
Utrikespolitiskt tillhör Sverige de stater som är medlemmar i flest internationella organisationer och som är mest positiva till multilateralt samarbete. Sverige ger ett av världens högsta bistånd i förhållande till BNP och ett av de största bidragen till FN. Sverige ger även ett av de högsta bidragen till EU och det högsta per capita till UNHCR. Tidigare var Sverige starkt engagerat i fredsbevarande FN-operationer, men bidrag med manskap har minskat kraftigt på senare år.

### Rättsväsen

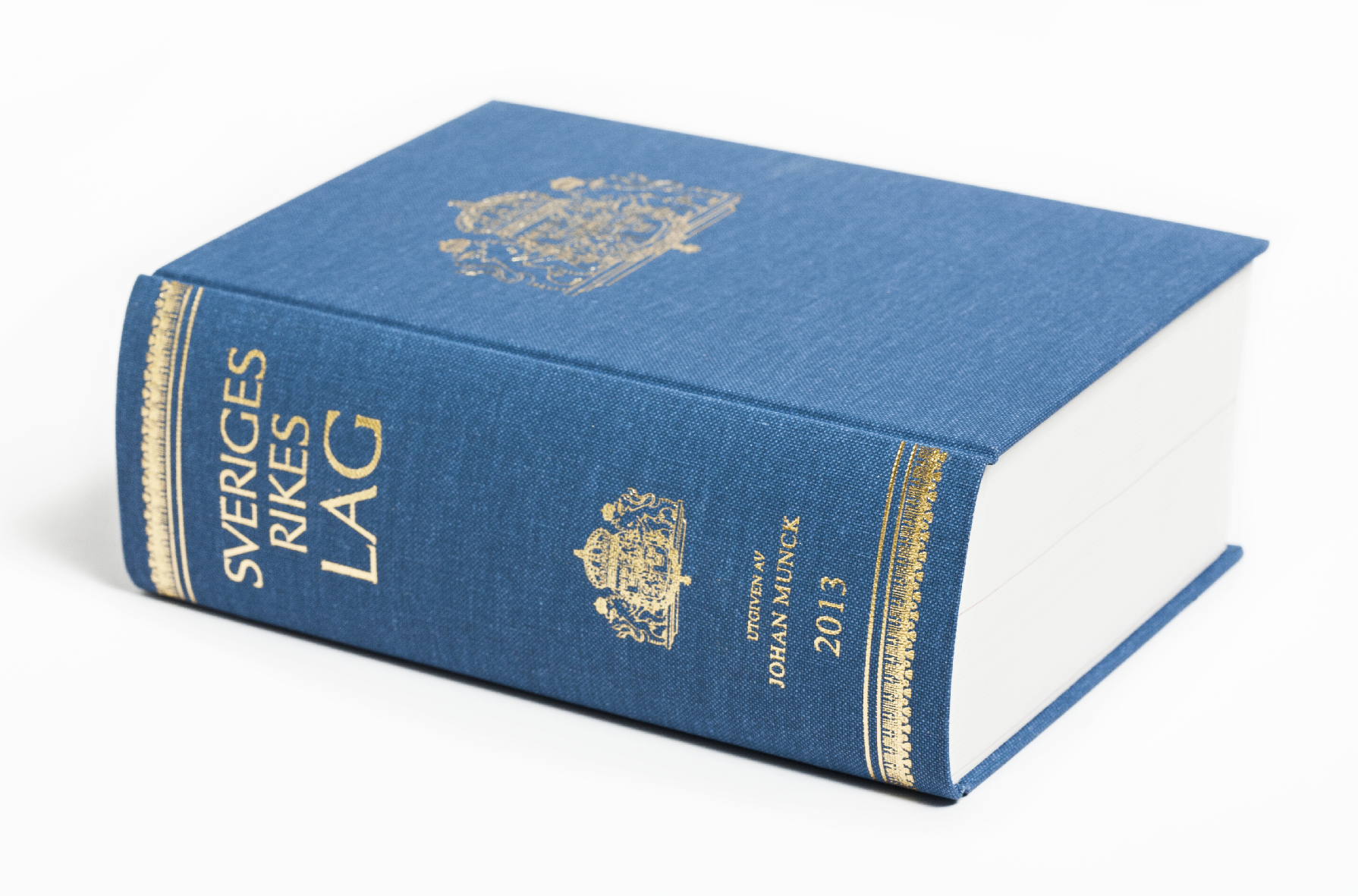
Sveriges rikes lag.

Ett utmärkande drag för polisen i Sverige är att hela polisväsendet, som 2007 omfattade 17 866 poliser, är statligt, även om länspolisen i varje län utgör en egen myndighet.
Domstolsväsendet är uppdelat i allmänna domstolar, allmänna förvaltningsdomstolar och specialdomstolar. De allmänna domstolarna handlägger och dömer i både civilmål (tvister mellan enskilda) och brottmål medan förvaltningsdomstolarna dömer i tvister mellan enskilda och myndigheter. Verksamheten i de allmänna domstolarna är uppdelad i olika rättsinstanser. Dessa är lokala tingsrätter och förvaltningsrätter, vars domar eller beslut kan överklagas till regionala appellationsdomstolar, hovrätter och kammarrätter, med Högsta domstolen och Högsta förvaltningsdomstolen (tidigare Regeringsrätten), som högsta instans i respektive system.
Vissa mål avgörs i specialdomstolar. Hit hör Arbetsdomstolen, Marknadsdomstolen, Patentbesvärsrätten, mark- och miljödomstolarna, fastighetsdomstolarna och migrationsdomstolarna. Vissa arbetsrättsliga mål, som handläggs i tingsrätt som första instans, överklagas till Arbetsdomstolen. En dom i Arbetsdomstolen eller Marknadsdomstolen kan inte överklagas.

### Försvar

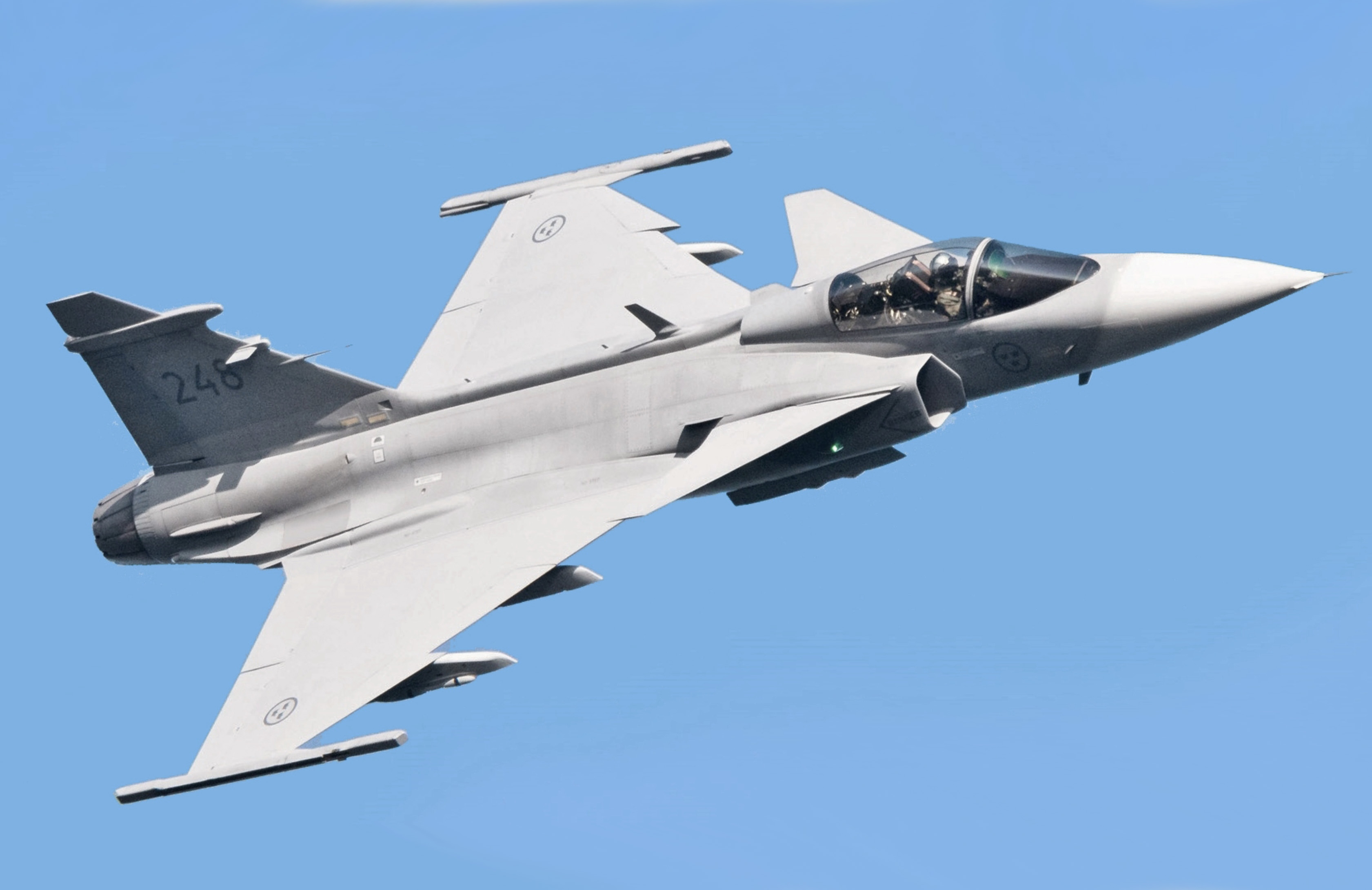
En JAS 39 Gripen från svenska flygvapnet. Stridsflygplanet är utvecklat och tillverkat i Sverige.

Beteckningen totalförsvar används i Sverige som en samlingsbeteckning på militärt och civilt försvar. Sverige var under merparten av 1900-talet militärt alliansfritt men är nu medlem i Nato och deltar i försvarssamarbetet inom EU. Ordet neutralitet försvann från Sveriges säkerhetspolitiska linje 2007. Försvarets andel av Sveriges BNP var år 2007 1,48 procent. Internationella insatser har kommit att få successivt ökad betydelse relativt den tidigare dominerande uppgiften försvar av det egna territoriet mot invasion.
Sveriges försvar består av försvarsgrenarna armén, marinen och flygvapnet. Marinen består i sin tur av vapenslagen flottan och amfibiekåren. Samtliga försvarsgrenar ingår i myndigheten Försvarsmakten. Under 1990-talet, några år efter kalla krigets slut inleddes en långvarig period av successiv minskning av Sveriges försvar. Sverige tillämpade under lång tid värnplikt, men sedan början av 1990-talet har uttaget av värnpliktiga sjunkit kraftigt. 1996 ryckte 32 547 personer in i värn- eller civilpliktsutbildning, år 2007 var antalet personer nere i 5 119 stycken. Värnplikten lades vilande den 1 juli 2010, och försvarets personalbehov täcks numera dels genom anställda yrkessoldater, dels genom frivillig tjänstgöring. Den 2 mars 2017 beslutade regeringen att totalförsvarspliktiga ska vara skyldiga att fullgöra mönstring respektive grundutbildning med värnplikt. Beträffande skyldigheten att fullgöra mönstring gäller beslutet från och med den 1 juli 2017, och vad gäller skyldigheten att fullgöra grundutbildning gäller det från och med den 1 januari 2018. Den 5 juli 2022 blev Sverige, efter ansökan, officiellt inbjudet till försvarsorganisationen Nato. Den 7 mars 2024 blev Sverige medlem i Nato.

### Administrativ indelning
Sverige är uppdelat i 21 län. I varje län finns en länsstyrelse, utnämnd av Sveriges regering. I varje län finns också en region som är den lokala folkrepresentationen. Varje län är vidare uppdelat i kommuner, med totalt 290 kommuner. Historiskt och traditionellt finns även uppdelning i landskap (25) och landsdelar (3). Dessa saknar administrativ betydelse, men befolkningsstatistik redovisas även för dessa områden.
| - AB - Stockholms län - C - Uppsala län - D - Södermanlands län - E - Östergötlands län - F - Jönköpings län - G - Kronobergs län - H - Kalmar län - I - Gotlands län - K - Blekinge län - M - Skåne län - N - Hallands län - O - Västra Götalands län - S - Värmlands län - T - Örebro län - U - Västmanlands län - W - Dalarnas län - X - Gävleborgs län - Y - Västernorrlands län - Z - Jämtlands län - AC - Västerbottens län - BD - Norrbottens län |  | Uppdelning i län |  | Varje län (utom Gotland) är även en region. Lista över regioner: - Blekinge - Dalarna - Gävleborg - Halland - Jämtland - Jönköping - Kalmar - Kronoberg - Norrbotten - Skåne - Stockholm - Södermanland - Uppsala - Värmland - Västerbotten - Västernorrland - Västmanland - Västra Götaland - Örebro - Östergötland På Gotland har Gotlands kommun ansvaret som en region skulle ha haft, därför kallas de ofta istället Region Gotland. |

| Ibland delas Sverige in även i landsdelar, landskap och stift. \| Uppdelning i landsdelar: - Götaland - Svealand - Norrland \| Uppdelning i landskap: - Blekinge - Bohuslän - Dalarna - Dalsland - Gotland - Gästrikland - Halland - Hälsingland - Härjedalen - Jämtland - Lappland - Medelpad - Norrbotten - Närke - Skåne - Småland - Södermanland - Uppland - Värmland - Västerbotten - Västergötland - Västmanland - Ångermanland - Öland - Östergötland \| Uppdelning i stift (enligt Svenska kyrkan): - Uppsala ärkestift - Linköpings stift - Skara stift - Strängnäs stift - Västerås stift - Växjö stift - Lunds stift - Göteborgs stift - Karlstads stift - Härnösands stift - Luleå stift - Visby stift - Stockholms stift \| | | |
| Uppdelning i landsdelar: - Götaland - Svealand - Norrland | Uppdelning i landskap: - Blekinge - Bohuslän - Dalarna - Dalsland - Gotland - Gästrikland - Halland - Hälsingland - Härjedalen - Jämtland - Lappland - Medelpad - Norrbotten - Närke - Skåne - Småland - Södermanland - Uppland - Värmland - Västerbotten - Västergötland - Västmanland - Ångermanland - Öland - Östergötland | Uppdelning i stift (enligt Svenska kyrkan): - Uppsala ärkestift - Linköpings stift - Skara stift - Strängnäs stift - Västerås stift - Växjö stift - Lunds stift - Göteborgs stift - Karlstads stift - Härnösands stift - Luleå stift - Visby stift - Stockholms stift |

## Ekonomi

### Sveriges ekonomiska historia

Sveriges BNP/capita år 1000–2006 i jämförelse.

Sverige har sedan järnåldern haft en omfattande utrikeshandel som ofta har begränsat sig till ett fåtal viktiga import- och exportvaror. Dessa har oftast kommit från råvarutillgång i landet, framför allt järn och trä.
Under folkungatiden på 1250-talet till 1300-talets slut, dominerades handeln i Sverige av tyska köpmän (först på 1600-talet blev Sverige en riktig handelsnation) för vilka Visby fram till 1300-talet var ett viktigt nav.
På 1500-talet sysselsatte jordbruket över 90 procent av Sveriges befolkning. De svenska böndernas ekonomi byggde på självhushållning. De största importvarorna var salt för konservering av livsmedel och kläde främst för att tillgodose efterfrågan från de högre stånden i landet. Exporten dominerades av råvarumetaller såsom järn och koppar. Sverige var under denna tiden ett starkt specialiserat råvaruexporterande land.
Sverige förde alltmer en merkantilistisk politik från 1500-talet, och utvecklingen förstärktes under 1600-talet. Den ekonomiska expansionen under stormaktstidens 1600-tal innebar att Sverige försökte utvidga handeln mot Östeuropa och Centraleuropa. Det misslyckades dock då den ryska och polska exporten tog andra vägar än via Sverige. Däremot lyckades Sverige med att sälja koppar och järn i allt större utsträckning på världsmarknaden. På 1700-talet revolutionerades det svenska jordbruket, vilket medförde en ytterligare expansion av den svenska ekonomin. Revolutionen innebar ökad produktion per person, förstärkt arbetsdelning, ökad marknadsproduktion och kapitalbildning. Den allt starkare expansionen, delvis byggd på statliga subventioner, från mitten av 1700-talet medförde en ökad penningmängd och inflation (kostnads- och prisökningar), och underskott i statens finanser. Handeln och industrin stod i förgrunden för statens intressen under 1700-talet.
På 1800-talets satsade staten betydande summor på infrastruktur under det att flera finansiella institutioner, som banker, bildades. Runt 1850-talet närmade sig Sverige också liberalismens ideal vad gällde frihandelsprincipen. Livsmedelstullarna sänktes, alla import- och exportförbud, utom förbudet mot export av järnmalm, avskaffades. Från mitten av 1800-talet skedde en successiv övergång till en alltmer oreglerad marknadsekonomi i takt med industrialismens genombrott.

Konjunkturcykler i Sverige år 1842–2001.

Stora ekonomiska förändringar leder till nya institutionella arrangemang, man ser det i slutet av 1800-talet då det ökade industriella arbetet för befolkningen gav upphov till bland annat fackföreningar, sjukkasseväsen och arbetsgivarföreningar.
1900-talet var industrins sekel, då industrin växte kraftigt, mognade och samtidigt kontinuerligt omvandlades. På 1960-talet var Sverige ett av de rikaste länderna i världen, sett till BNP per capita. Under detta årtionde upplevde såväl Europa som Sverige en period av snabb ekonomisk tillväxt. Det var en period av ökad frihandel som lade grunden till detta. Sverige upplevde under 1970-talet en ökande andel av offentlig konsumtion, vilket blev en stabiliserande faktor på konjunkturerna. Under samma årtionde började inflationen öka samtidigt som tillväxttakten mattades av och arbetslösheten ökade, och ekonomin trädde in i ett stadium som kallas stagflation. Mellan 1970 och 1990 sjönk den ekonomiska tillväxten kraftigt och skapade problem i de offentliga finanserna. Statens avregleringspolitik i kombination med kraftig expansiv finanspolitik på 1980-talet skapade under 1990-talet en finanskris. Finanskrisen 1990–1994 var en svår lågkonjunktur med kraftiga underskott i de offentliga finanserna. Monetarismen kan sägas ha fått större inflytande i den ekonomiska politiken efter 1990-talskrisen, med dess prioritering av att stabilisera penningmängden för att få ned inflationen.
En lågkonjunktur i spåren efter IT-boomen, som bland annat kallats ”dot-com-döden”, inträffade under 2000–2002 och drabbade den övervärderade it-sektorn svårt.

### Sveriges ekonomi

Sveriges BNP / capita (PPP) (blå linje) i jämförelse med andra avancerade ekonomier. År 2006–2013, årtal efter 2007 är projektioner.

Olika sektorers bidrag till Sveriges BNP, 1800–2000.

Sveriges valuta är svensk krona (SEK). Sveriges köpkraftsjusterade bruttonationalprodukt uppskattades 2005 till 270,5 miljarder amerikanska dollar. BNP per capita var 36 578 dollar år 2007. Medelbruttoinkomsten per invånare var 28 400 svenska kronor i månaden under år 2010.
Sverige har varit medlem i den ekonomiska samarbetsorganisationen OECD från det att organisationen bildades 1961.
Landet är sedan 1995 medlem i EU:s interna marknad, men efter ett nej vid en folkomröstning 2003 deltar Sverige inte fullt ut i samarbetet kring EMU.
Sveriges ekonomi är en blandekonomi med delvis fri marknad och höga skatter som finansierar en omfattande offentlig sektor och omfördelning av inkomster. Omkring en tredjedel av alla förvärvsarbetande i Sverige arbetar i offentlig sektor. Privata företag står för cirka 90 procent av landets industriella produktion. Landets tjänsteproduktion utgör cirka 70 procent av BNP. Lantbruket utgör endast 2 procent av BNP och sysselsätter också endast 2 procent av arbetsstyrkan.
Arbetsmarknad
I juli 2012 uppgick arbetslösheten i Sverige till 7 procent. Störst var arbetslösheten i Norrbottens län med 10,5 procent, minst i Stockholms län med 3,9 procent (2012, juli). Ungdomsarbetslösheten (åldern 15–24 år) uppmättes till 16,9 procent, vilket är en bra bit under EU-genomsnitt som ligger på 22,6 procent (första kvartalet 2012). När det gäller löneskillnader, har Sverige det minsta lönespridningen bland OECD-länderna. År 2019 tillhörde 68 procent av de anställda en fackförening, vilket är mycket högt internationellt sett. Av arbetarna var år 2019 60 procent fackligt organiserade och av tjänstemännen 72 procent.
Näringsliv
Viktiga näringar i Sverige innefattar tjänster, industri, skogsbruk (se Skog i Sverige) samt gruvdrift (se Gruvdrift i Sverige). Andra näringar av betydelse inkluderar jordbruk (viktiga jordbruksprodukter är vete, potatis, sockerbetor, nötkreatur) och fisk.
Maskiner, papper, trävaror, järn, stål, vägfordon liksom elektronik och telekommunikationsprodukter utgör viktiga exportprodukter för Sveriges ekonomi. Sveriges ekonomi är mycket starkt orienterad mot export och handel med utlandet, exporten har de senaste åren utgjort över 50 procent av BNP. Sveriges industristruktur består i ovanlig hög grad av stora internationellt inriktade koncerner. Huvudstaden Stockholm, med Stockholmsbörsen och flera bankers huvudkontor, är Nordens främsta finanscentrum. Wallenbergsfären har haft ett inom industriländer unikt stort inflytande på den svenska börsen, stundtals har de kontrollerat över 30 procent av börsvärdet.
Landet har ett modernt distributionssystem, bra interna och externa kommunikationsmedel och en välutbildad arbetsstyrka. Handel med andra europeiska länder utgör en betydande del av Sveriges utrikeshandel där Tyskland är landets viktigaste handelspartner. Verkstadsvaror stod för 47,5 procent av exportvärdet 2007.
Sverige var ett av Europas fattigaste länder för hundra år sedan men har nått framgång tack vare innovationer.

### Offentliga finanser

Bruttoregionprodukt per capita i tusental kronor. (2022)

Med offentliga finanser så menar man kommunernas, regionernas och statens finanser. Dessa omfattar drygt halva Sveriges BNP och är i förhållande till BNP en av världens största. Cirka hälften av de offentliga finanserna utgörs av statsbudgeten (statens finanser) som år 2023 beräknas uppgå till 1 300 miljarder kronor. Merparten av de offentliga utgifterna finansieras via olika typer av skatter.
Den offentliga sektorns verksamhet bedrivs genom myndigheter, bolag och genom utläggning av verksamhet på privata eller med den privata sektorn samägda bolag. Sedan 1990-talet har offentlig sektor genomgått en bolagisering och privatisering delvis i syfte att öka befolkningens valfrihet, men också (ibland) i syfte att effektivisera.
Historiskt har de offentliga finanserna inte alltid balanserat. Sverige har, särskilt sedan mitten av 1970-talet, ackumulerat en statsskuld. I slutet av 2022 uppgick statsskulden till drygt 1 052 miljarder kronor (brutto). Detta skapar en bruttoskuld på drygt 33 procent av Sveriges BNP per 2022. Sedan sent 1990-tal har dock bruttostatsskuldens andel av BNP minskat kraftigt, från ca 80 procent. Per 2022 motsvarar statsskulden utslagen per invånare ca 105 000 kr. Staten äger samtidigt stora finansiella tillgångar. Då tillgångarna överstiger skulderna har Sverige ingen offentlig nettoskuld, utan förvaltar i stället ett överskott. Den svenska offentliga sektorn har därmed år 2008 en finansiell nettofordran på 24 procent av BNP gentemot omvärlden. Överskottet är delvis en följd av att den offentliga sektorn det senaste decenniet har gjort stora budgetöverskott, i genomsnitt ca två procent av BNP per år. År 2008 var överskottet 135 miljarder kronor, vilket främst berodde på försäljningar av statliga bolag. Som en följd av finansiella överskott utan motsvarande ökning av inhemska investeringar, har Sverige använt sju procent av landets samlade resurser till kapitalexport under de senaste tio åren. Med kapitalexport avses att Sverige ökat sin fordran på utlandet och innebar fördelningspolitiskt en omfördelning till förmån för framtida svenska generationer. En så stor kapitalexport är unik bland industriländer.
Den svenska centralbanken – Riksbanken – för en inflationsstabiliserande politik med en målsättning på en årlig inflation på 2 procent. Riksbankens beslut får inte påverkas av de valda politikerna och är starkt beroende av utvecklingen i omvärlden, bland annat ränteutvecklingen i euro- och dollarområdena.

### Sociala förhållanden
Sverige har världens sjunde högsta levnadsstandard enligt Human Development Index, med index 0,947 av 1,0. På lång sikt (1980–2006) har Sverige haft en ganska normal ökning jämfört med andra länder. På medellång sikt (1990–2006) har Sverige har en relativt hög ökning, men på kort sikt (2000–2006) har landet däremot haft en ytterst liten ökning.
 Även i många andra välfärdsindex hamnar Sverige mycket högt upp vid rankningar. Sverige har en relativt låg inkomstfördelning, med en Gini på 29,5 (år 2024). Även fattigdomsnivån i Sverige är en av världens allra lägsta, oavsett om man avser relativ eller absolut fattigdom. Inkomstojämlikheten har dock ökat i Sverige under mer än ett decennium, främst till följ av en mycket stor ökning under 1900-talet i bostads- och pensionssparande som ägs av en bred medelklass. I december 2008 offentliggjorde TCO en rapport som visar att var tredje arbetslös i Sverige saknar a-kassa och därmed bara har en garanterad inkomst motsvarande existensminimum.

### Socialt kapital och korruption
Sverige är ett av de länder i världen som har det högsta sociala kapitalet. Med det menas att tilliten mellan medborgarna som individer och till myndigheter är mycket hög. Institutioner som enligt Bo Rothstein bidragit till högt socialt kapital är opartiskhet i förvaltningen, icke-diskriminering i välfärden, låg korruption samt ekonomisk jämlikhet.
Inledningsvis är det nämnvärt att korruption förekommer i alla länder världen över. Olle Lundin, som är professor i förvaltningsrätt vid Uppsala universitet, har uttalat att "där det finns människor finns det korruption". Sverige har dock relativt låg korruption, i likhet med flera andra västeuropeiska länder. På den internationella listan som årligen publiceras av analysföretaget Gallup hamnar Sverige på en tiondeplats. Flera andra europeiska länder hamnade dock före Sverige. Enligt Transparency Internationals korruptionsindex hamnade Sverige 2018 på en tredjeplats tillsammans med Finland, Singapore och Schweiz Av europeiska länder var Danmark före Sverige på listan.
Harvardprofessorn Robert Putnam redovisade i en vetenskaplig artikel publicerad 2007 att stor invandring på kort sikt kan vara negativt för ett lands sociala kapital. Resultat från forskning vid Göteborgs universitet som undersköte saken i Sverige visade dock att den sociala tilliten varit förhållandevis stabil de senaste 20 åren, samtidigt som andelen utrikes födda i befolkningen ökat från 11 procent år 2000 till 20 procent vid årsskiftet 2020.

## Infrastruktur

### Kollektivtrafik

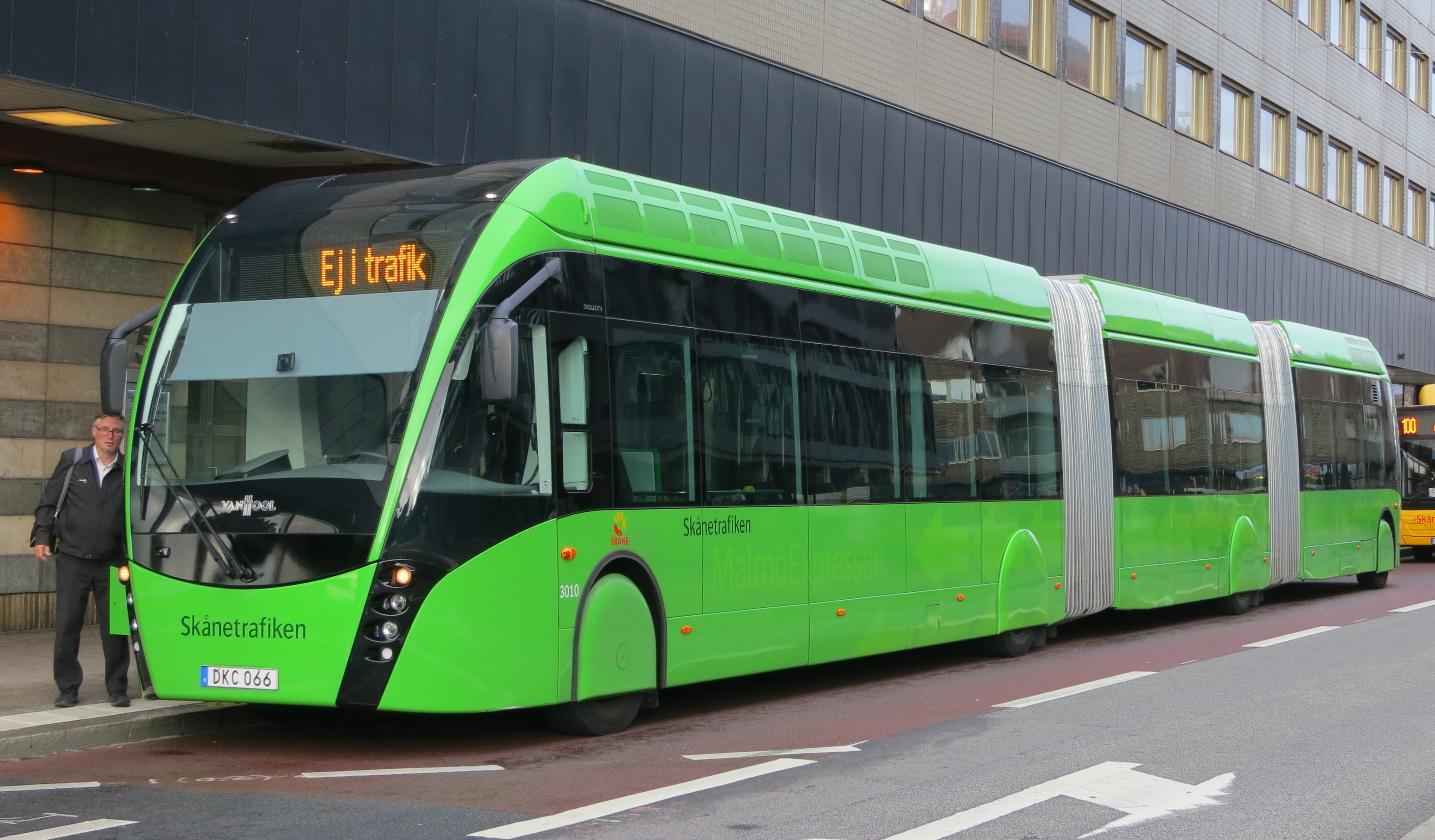
Modern dubbelledad stadsbuss som trafikerar linje 5 i Malmö.

Sedan 1983 är den lokala och regionala kollektivtrafiken i Sverige organiserad på länsnivå. I varje län ska det finnas en kollektivtrafikmyndighet. De regionala myndigheterna ansvarar för tunnelbana, spårväg, stadsbussar och regionala bussar liksom för regional tågtrafik. Vissa myndigheter ansvarar även för andra trafikslag (båt).
För lönsam långväga kollektivtrafik finns ingen myndighet eller trafikhuvudman i ordens egentliga betydelse utan varje trafikföretag (operatör) får köra i egen regi. Marknaden är avreglerad sedan 1990-talet. Det finns dock en myndighet för nationell, alltså långväga, kollektivtrafik i Sverige. Denna sorterar under Trafikverket (fram till 2011 var det en egen myndighet som kallades Rikstrafiken). Trafikverket handlar endast upp trafik och hanterar inte något biljettsystem eller tillhandahåller fordon, utan det får operatörerna sköta. På vissa mellanlånga linjer, både buss och tåg, upphandlar Trafikverket och flera regionala kollektivtrafikmyndigheter tillsammans trafiken.
Trafikverket handlar också, inom ramen för myndighetens uppdrag, upp olönsam flygtrafik (exempelvis till Norrland) och båttrafik (primärt Gotland). Kollektivtrafik mellan Sverige och utlandet får oftast inget stöd, men tågtrafiken till Narvik i Norge är ett av undantagen.

### Energi

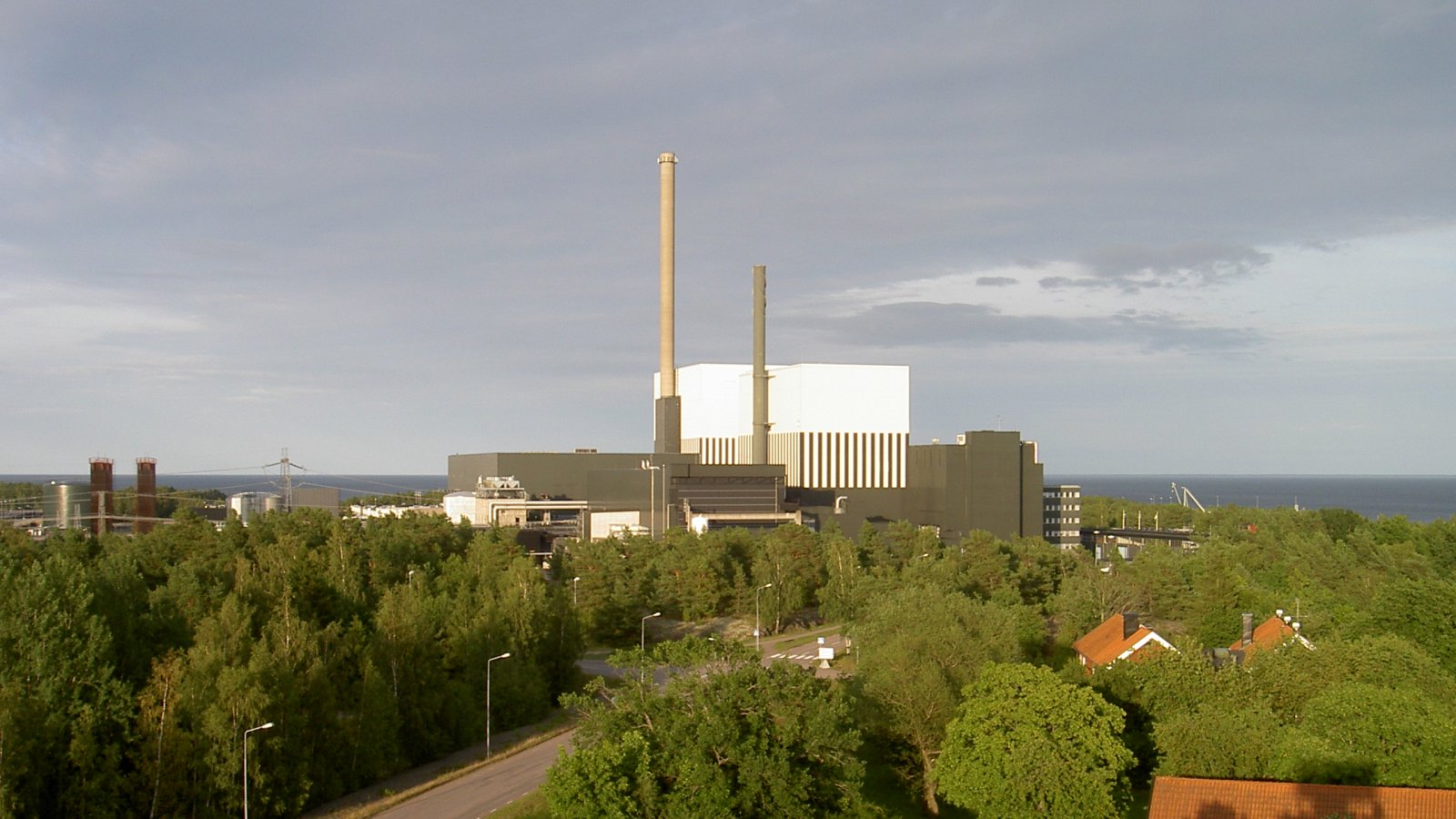
Oskarshamns kärnkraftverk.

Andelen förnybar energi i Sveriges energianvändning var år 2018 till drygt 54 procent. Landet stora tillgångar av skog nyttiggörs delvis som biobränsle i fjärr- och kraftvärmeverk, liksom att skogsråvara jämte jordbruksprodukter används till fordonsdrivmedel. Förändringar i Sveriges energianvändning har under 2000-talet präglats främst av att energi utvunnen ur råolja och petroleumprodukter stadigt har minskat sin andel av energiförbrukningen, medan biobränslen stadigt ökat sin andel. Den totala svenska energianvändningen minskade 2021 med drygt 1 procent jämfört med föregående år.
Vattenkraften stod i början på 2023 för 42 procent av elproduktionen med 69 TWh per år. Vattenkraften koncentrerad till dammbyggen vid älvar i norra delen av landet. I huvudsak biobränsleeldad värmekraft stod för 8,9 procent med sina 14,7 TWh och vindkraften för 20 procent med sina 33 TWh per år. Kärnkraften stod för 29 procent av elproduktionen med sina 48 TWh per år. De senaste 5 årens trend har varit att vindkraften ökat och kärnkraften har minskat. Exporten av el till grannländerna har ökat kraftigt under de senaste 5 åren, till 33 TWh.
Landet har sex kärnkraftsreaktorer i drift fördelade på Forsmarks kärnkraftverk, Oskarshamns kärnkraftverk och Ringhals kärnkraftverk. Under de senaste två åren har många villaägare valt att installera egna solpaneler, efterfrågan har varit så stor att det blivit långa leveranstider.   
Sveriges transmissionsnät för el, som omfattar ca 17 000 kilometer ledningar för 400 kV och 220 kV, är sammankopplat med elnäten i Norge, Finland, Danmark, Polen, Tyskland och Litauen.
Den totala elförbrukningen har sjunkit något och Sverige har blivit en nettoexportör av el (33 TWh år 2022), mest till Finland. År 2022 sjönk elkonsumtion med 5 procent jämfört med föregående år, mest på grund av höjda elpriser och energisparande.
I Sverige finns flera raffinaderier som framställer oljeprodukter som bensin och diesel från råolja. Det raffineras så mycket att Sverige faktiskt exporterar mer bensin och diesel än det importerar. Sverige har ingen utvinning av råolja utan är beroende av import. 2007 importerade Sverige 20 930 000 m³ råolja.

### Vägar

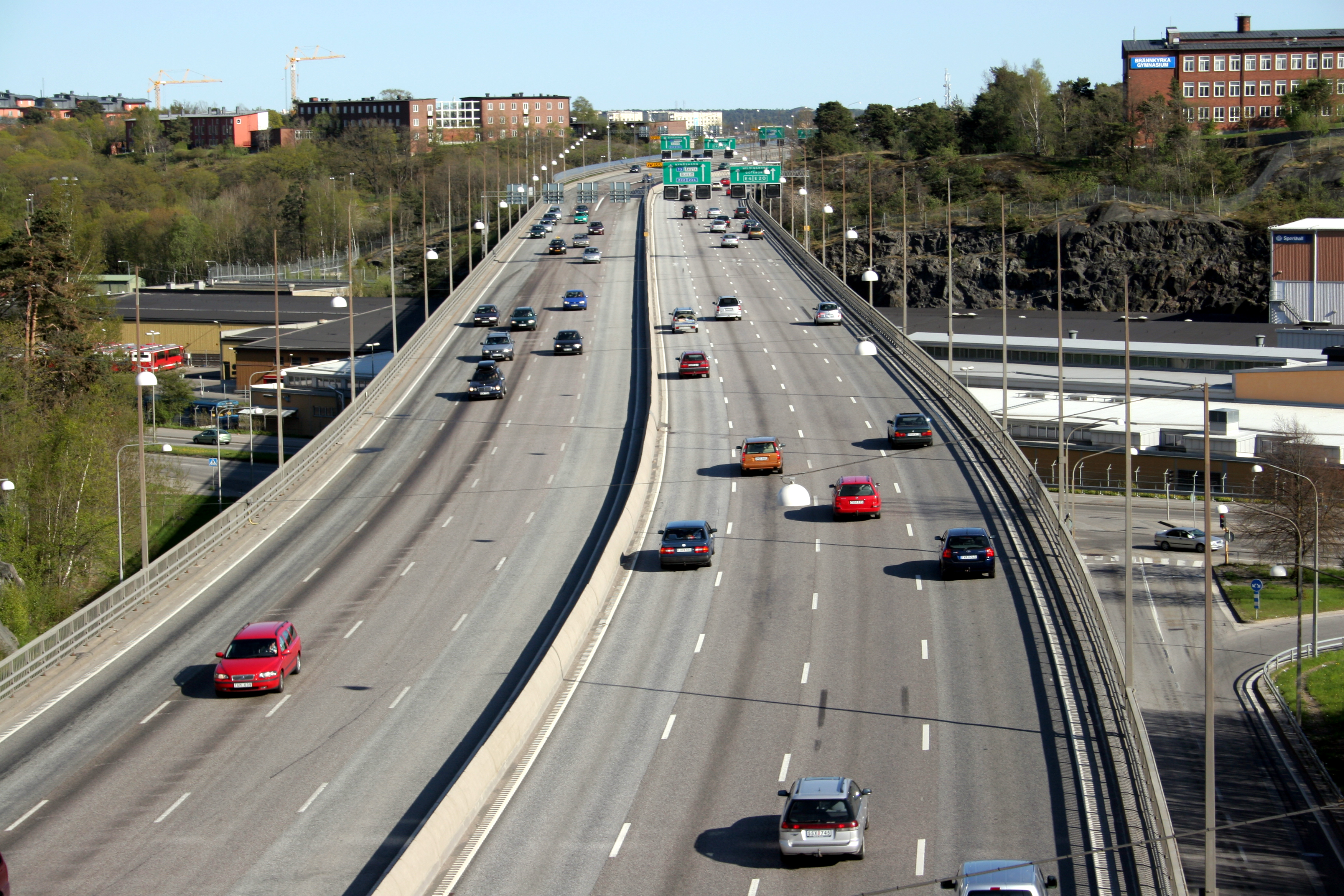
Essingeleden i Stockholm.

Sverige har ett uppskattat vägnät på 212 000 kilometer (år 2001). De södra delarna av landet har det mest utbyggda vägnätet. Det är framförallt tätbefolkade områden som Skåne, Göteborg, västkusten samt Östergötland, Uppsala och Stockholmsregionen som har ett omfattande vägnät. Mindre vägar i glesbefolkade delar kan vara grusvägar, detta gäller framförallt Norrland. Från Skåne går det motorvägar till Danmark över Öresundsbron och till Göteborg, Stockholm och Gävle. Från Göteborg går det motorväg även vidare till Norge då E6:an fungerar som en internationell transitmotorväg mellan Köpenhamn och Oslo. Från Helsingborg till Vattrång som ligger kring 20 km norr om Hudiksvall är vägen helt mötesfri. Motorvägsnätet i Sverige ingår i det kontinentala motorvägsnätet och är anslutet till övriga Europa genom Öresundsförbindelsen och vidare genom Danmark till Tyskland. Vissa delar av E4 längre norrut har bristfällig standard, men Dubbelkrum och Umeåprojektet syftar till förbifarter utanför tätorter.

### Järnvägar

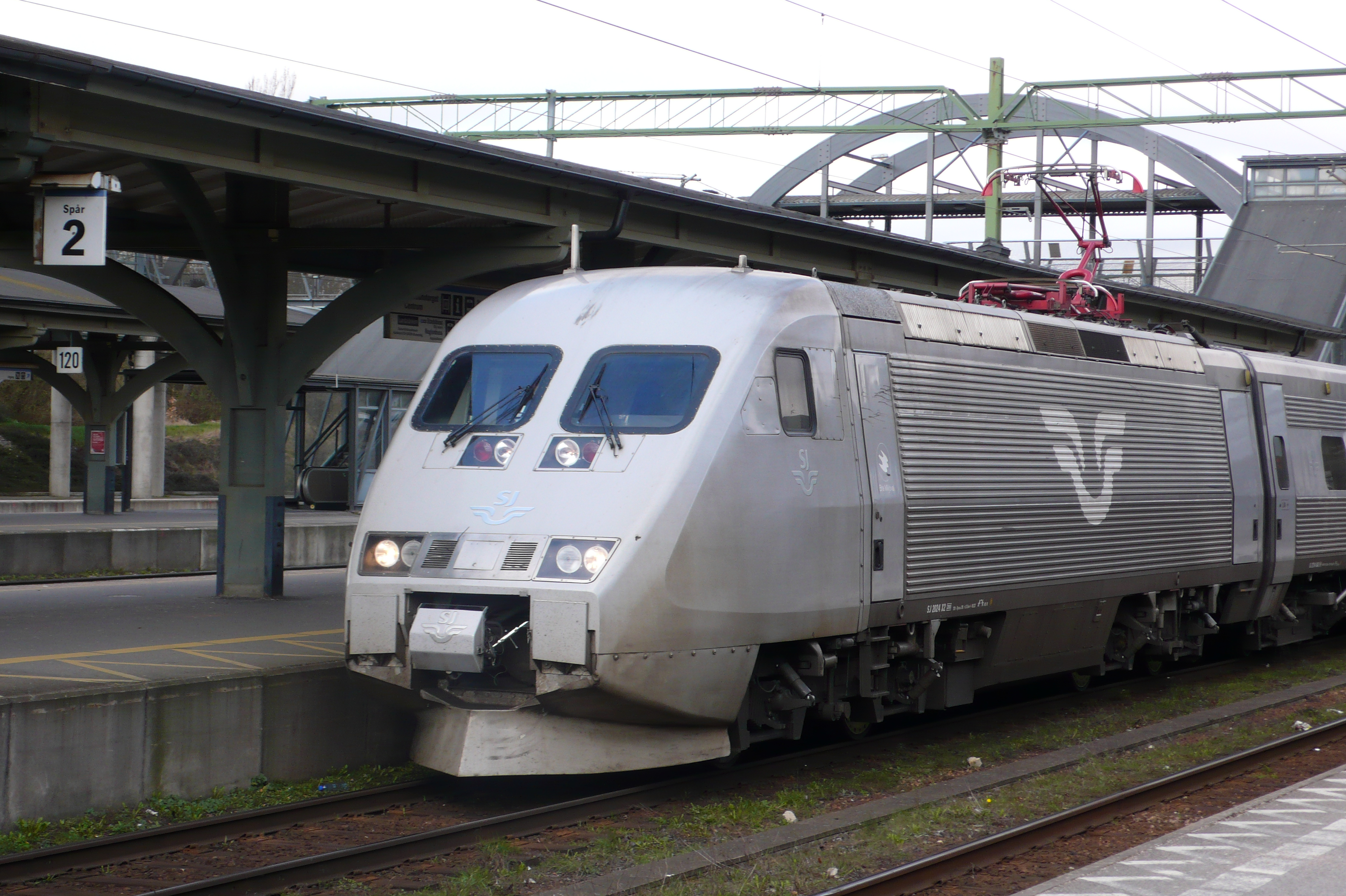
X 2000-tågen togs i bruk 1990.

Sveriges järnvägsnät har byggts ut sedan mitten av 1800-talet. Många banor, framförallt på landsbygden, lades ned under andra halvan av 1900-talet. År 2001 omfattade nätet omkring 11 106 kilometer järnväg, varav 9 400 kilometer är elektrifierad.
Järnvägarna är ojämnt utbyggda i Sverige. Järnvägsnätet har Stockholm som en central punkt och når till de övriga delarna av Sverige. Järnvägarna som är en del av Europas kontinentala järnvägsnät når ut till Danmark, Norge och via Danmark till Tyskland. Det går dagligen tåg från Stockholm till Hamburg. I vissa regioner är järnvägsnätet väl utbyggt och där är tågtrafiken tät. Det handlar främst om regionerna runt Stockholm, Göteborg och Skåne. Andra regioner har däremot ett glesare järnvägsnät. Det finns, främst i Norrland, regioner som enbart har en eller två banor.

### Flyg

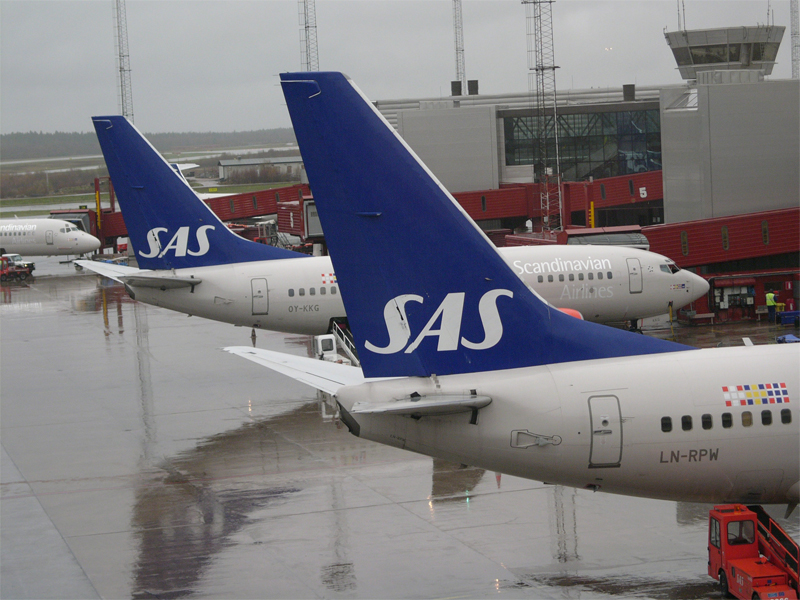
Scandinavian Airlines.

I Sverige finns två större internationella flygplatser vilka är Arlanda och Göteborg Landvetter. Därefter kommer Luleå-Kallax flygplats och Malmö Airport. Det statsägda bolaget Swedavia driver 10 av landets 20 största flygplatser. Från flygplatserna kör ett flertal stora internationella flygbolag trafik. Fortfarande har SAS ett övertag, men flera andra har också en stor betydelse, exempelvis Norwegian och Ryanair. Inrikes finns det – förutom SAS – flera alternativ på de större sträckorna, som till exempel BRA och lågprisflyget Norwegian. Några utländska flygbolag som trafikerar Arlanda och Göteborg Landvetter är KLM, Air France, British Airways, Lufthansa. Arlanda har dessutom en järnväg som går både söderut och norrut med tät trafik.

### Sjöfart

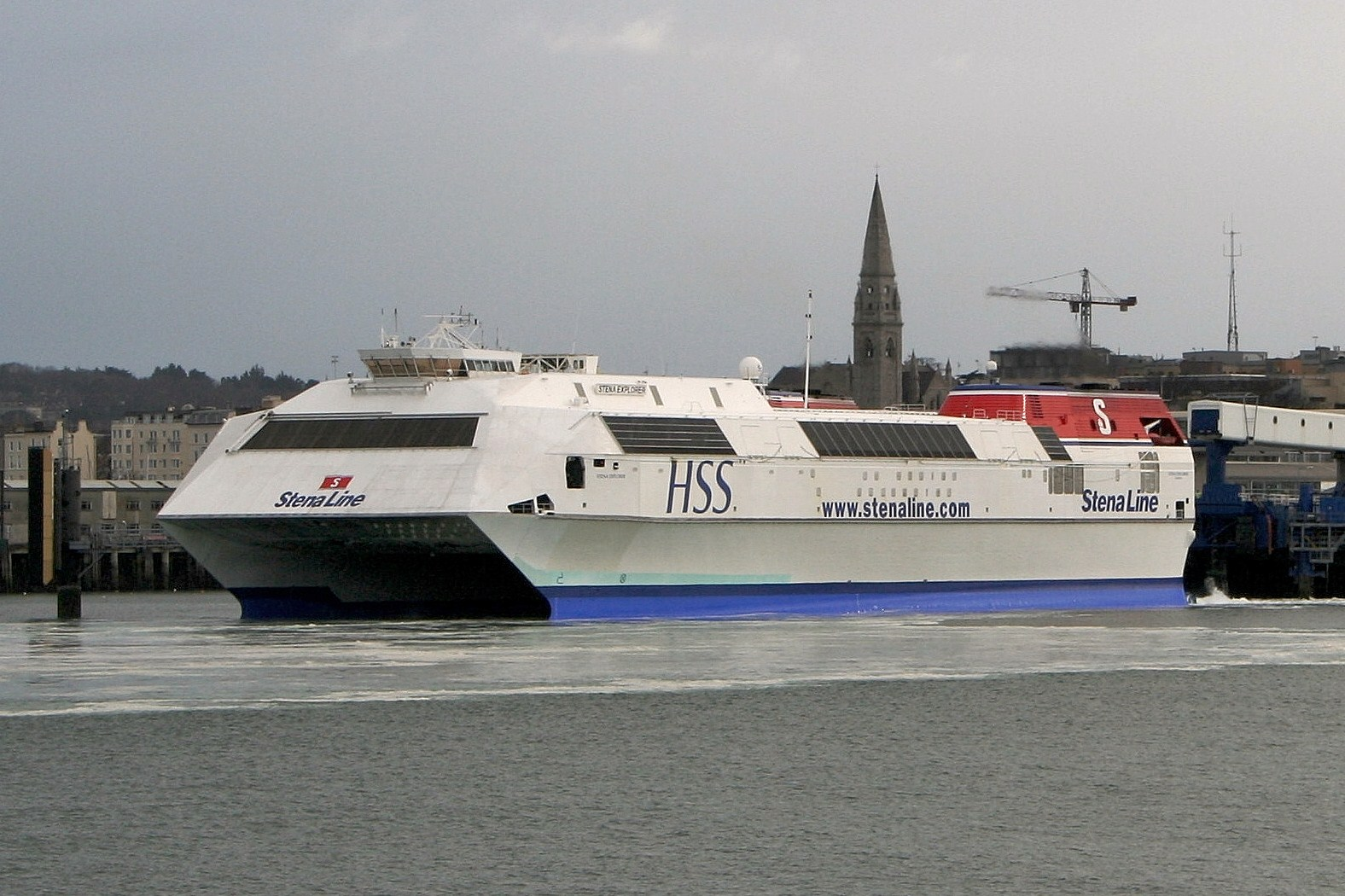
Stena Line HSS Stena Explorer.

Svensk sjöfart har genom historien haft stor betydelse för Sveriges historia och handelsförbindelser, inte minst på grund av det geografiska läget som i praktiken har gjort Sverige lika beroende av sjöfarten som en önation. Med en av Europas längsta kuststräckor och ganska goda djupförhållanden i hamnar, svarar sjöfarten för en dominerande del av transporterna i Sveriges utrikeshandel – cirka 90 procent mätt i volym. År 2007 fanns 232 fartyg registrerade i det svenska fartygsregistret. Det totala antalet svenskkontrollerade fartyg – inklusive sådana som är registrerade i utlandet – var 562 samma år. Tankfartyg och rorofartyg är de viktigaste fartygstyperna, och Göteborg, Stockholm, Helsingborg och Trelleborg de viktigaste sjöfartsstäderna.

### Telefoni
- Fast telefoni (2012): 4,5 miljoner abonnemang.[110] Till 2017 hade antalet abonnemang med fast telefoni sjunkit till 2,6 miljoner (varav 1,5 miljoner var ip-telefoni).[111]
- Mobil telefoni (2012): 13,9 miljoner abonnemang.[110] Till 2017 hade antalet mobilabonnemang stigit till 14,4 miljoner.[111]

## Demografi

Sveriges befolkningstäthet, kommunvis. (2023) Antal invånare per kvadratkilometer.

Sverige uppnådde 10 miljoner invånare den 20 januari 2017 enligt Statistiska centralbyrån. Befolkningen ökar med 60 000–80 000 personer per år, varav tre fjärdedelar beror på invandringsöverskottet.
Landet har en folktäthet på 23,6 invånare per kvadratkilometer. Det är därmed landet med det 84:e högsta invånarantalet, men med endast den 152:a högsta befolkningstätheten. Befolkningstätheten är i allmänhet större i de södra delarna i Sverige. Såsom exempel kan nämnas att det i landskapet Lappland bor 100 980 invånare; Lapplands yta är 109 702 km²; i Lunds kommun bor det fler, 102 257 invånare; Lunds kommun har en yta på endast 442,87 km².
Medellivslängden stiger i Sverige. År 2006 var medellivslängden 83 år för kvinnor och 79 år för män. Knappt 20 år senare hade den ökat för båda könen, avståndet mellan kvinnor och män hade krympt med knappt ett år: 2025 hade män en medellivslängd på 82,3 år och kvinnor 85,4 år.
Åldersstrukturen är jämförelsevis rak upp till 64 års ålder och andelen gamla är hög; 21 procent av befolkningen är yngre än 17 år och 17,5 procent äldre än 65 år (2007). Spädbarnsdödligheten är en av de lägsta i världen, 2,5 barn per 1 000 födda. 2007 var det genomsnittliga antalet barn per kvinna 1,88, 2018 hade denna siffra sjunkit något och låg på 1,75. Den kommun med lägst genomsnitt 2018 var Kristinehamn med 1,38 och den kommun med högst genomsnitt var Vingåker med 2,59.

### Svenskarnas ursprung
De första förfäderna till dagens svenskar anlände till Sverige för 12 000–13 000 år sedan. Dessa grupper av jägare-samlare följde inlandsisen och bosatte sig först i Skåne. Samtida forskning tyder på ett flertal forntida invandringsvågor; från Mellanöstern via Balkan (haplogrupp I), från Centralasien via Sydeuropa (haplogrupp R1b), från Centralasien västerut (haplogrupp R1a), från Sydostasien via Sibirien (haplogrupp N), samt neolitiska jordbrukare som bör ha anlänt någon gång under neolitikum, från och med 4200 f.Kr (haplogrupper E, G, J). Ytterligare forskning tyder på att etniska svenskar till största delen (ca 80 procent) är ättlingar till de tidigare jägare-samlarna och endast i mindre grad (20 procent) till de senare neolitiska bondefolken.
Samerna har status som ursprungsbefolkning och invandrade från öster för mellan 8000 och 5000 år sedan. Det finns i dag uppemot 17 000 samer i Sverige. I norr invandrade tidigt även finska folk ifrån öster, vilka inte minst blev tornedalingar. Bland senare invandrade etniska minoriteter märks sverigefinnar (i till exempel Rättviks finnmark och Orsa finnmark), romer och judar; de två senare folkgrupperna har funnits i Sverige sedan 1500- och 1600-talen och i något större antal från 1800-talet. Upp till tusen valloner invandrade på 1600-talet.
Det fanns 633 292 utländska medborgare i Sverige år 2010, 6,7 procent i jämförelse med befolkningen. År 2017 hade siffran stigit till 897 336, eller 8,9 procent av befolkningen. Som utländsk medborgare räknas dock inte personer med svenskt och annat medborgarskap, dvs. dubbelt medborgarskap.
År 2010 var 1 384 929 personer födda i utlandet (14,7 procent). Sammanlagt 19,1 procent av befolkningen var då födda utomlands eller hade föräldrar som båda var födda utomlands.
År 2017 hade siffran stigit till 1 877 050 personer födda i utlandet (18,5 procent). Sammanlagt 24,1 procent av befolkningen var då födda utomlands eller hade föräldrar som båda är födda utomlands.

### Språk
Sedan den 1 juli 2009 är svenska officiellt stadfäst som huvudspråk för Sverige och samma lag anger att svenska skall vara officiellt språk för Sverige i internationella sammanhang. De erkända inhemska minoritetsspråken i Sverige är samiska, meänkieli, finska, romani chib och jiddisch. Romani chib och jiddisch är så kallade extraterritoriella minoritetsspråk, vilket betyder att de inte är bundna till en viss region eller ett visst område. Övriga minoritetsspråk har en starkare ställning än de extraterritoriella språken, vilket bland annat yttrar sig i att minoritetsspråkbrukare i vissa kommuner har rätt till myndighetskontakter och äldrevård på sitt eget språk. Akademisk forskning och undervisning kring samtliga fem minoritetsspråk ska enligt lag ske vid minst ett svenskt universitet. Det svenska teckenspråket har en ställning som liknar de nationella minoritetsspråken. Älvdalska har på senaste tid börjat ses som ett eget språk, men har ingen officiell status som minoritetsspråk.

### Invandring och utvandring
Medeltidens invandring till Sverige var blygsam som andel av hela befolkningen och skedde främst i form av tyska hantverkare och köpmän till städerna. Från 1600-talet till tidigt 1800-tal fanns restriktioner mot invandring av personer som inte var protestanter (vilket vid den tidpunkten i praktiken främst innebar katoliker och judar).
Efter andra världskriget ökade invandringen till Sverige kraftigt. Under 1950- och 60-talen invandrade många från Sydeuropa till Sverige för att arbeta. Framförallt finländare, norrmän, danskar, tyskar, polacker, kroater, albaner, indier, eritreaner, aghaner, irakier, iranier, syrier, assyrier/syrianer, libaneser, chilenare, greker och somalier har invandrat till Sverige.
Under perioden 1941–2005 har Sverige tagit emot totalt 2 455 665 invandrare, men samtidigt har 1 410 063, människor flyttat från Sverige.
Under åren 1980–2009 har sammanlagt 365 523 asylsökande beviljats permanent uppehållstillstånd. 
Toppnoteringarna för enskilda år under denna intervall var 1993 och 1994, då 36 482 respektive 44 875 asylsökande beviljades permanent uppehållstillstånd; majoriteten av dessa var flyktingar från olika länder i forna Jugoslavien. Under efterkrigstiden fram till omkring 1980 kom många invandrare från Finland, Tyskland, Polen, Iran, det forna Jugoslavien, Vietnam, Chile, Argentina och Uruguay till landet. Senare har många invandrare varit kurder, assyrier/syrianer, araber, palestinier, marockaner med flera från länderna i Mellanöstern.
År 2016 var den totala invandringen den högsta någonsin med 163 005 personer. Samma år utvandrade 45 878 personer. Antalet utvandrare har ökat från 20 000–30 000 per år under 1970-talet till över 40 000 per år i dag.

### Religion

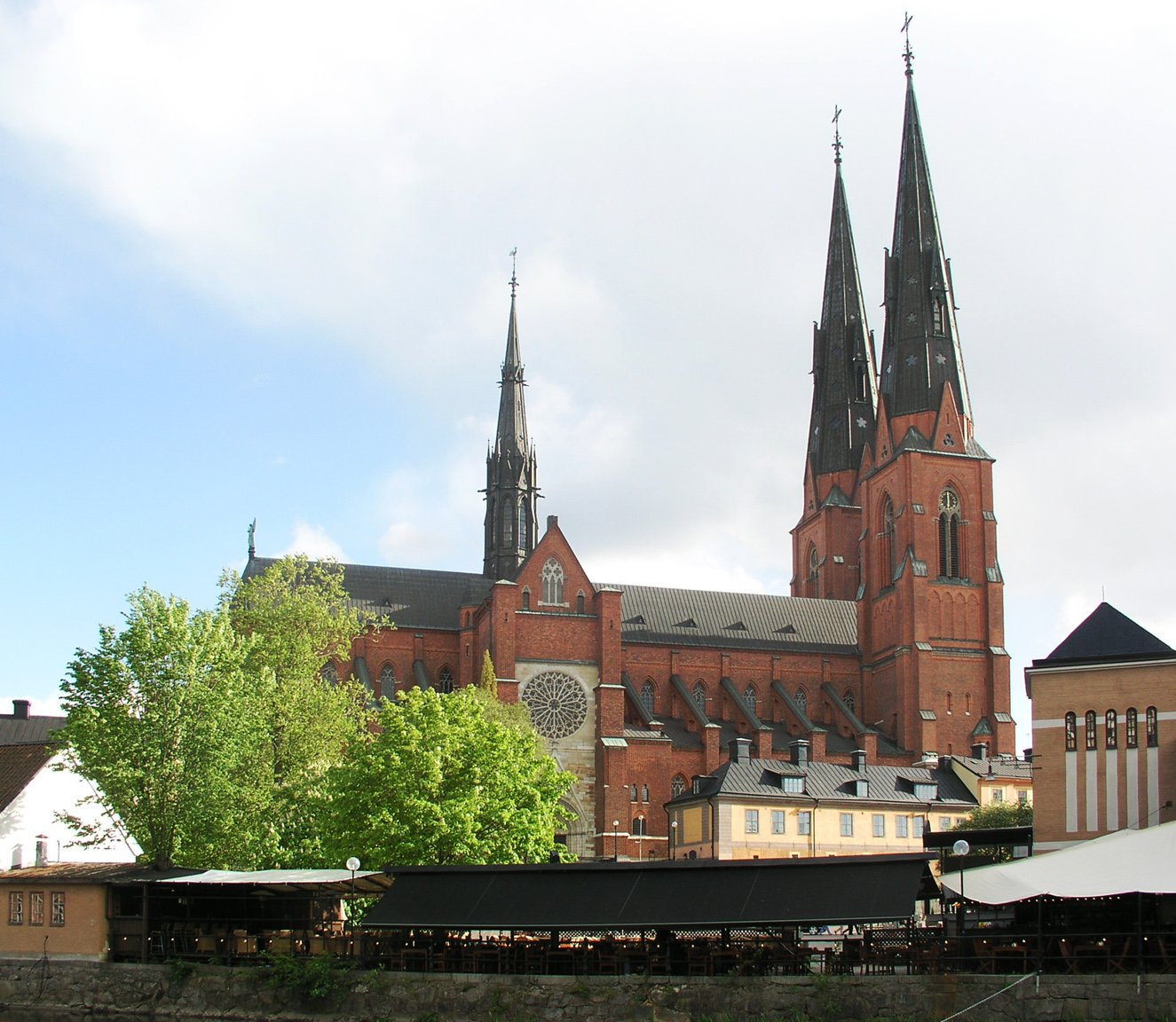
Uppsala domkyrka, säte för Svenska kyrkan.

Sverige är ett av världens minst religiösa länder. Religionssociologiska undersökningar visar att 46–85 procent av Sveriges befolkning kan kategoriseras som ateistisk, agnostisk eller icke-gudstroende. År 2022 var ändå 52,8 procent av alla svenskar medlemmar i den lutherska Svenska kyrkan. Svenska kyrkan var tidigare statskyrka i Sverige och dess villkor och existens fastställs ännu i lagen om Svenska kyrkan från 1998. Lagen trädde i kraft 2000, då relationerna mellan kyrka och stat ändrades. Trots Svenska kyrkans höga medlemssiffror är den religiösa aktiviteten (gudstjänstbesöken) inte särskilt omfattande. Totalt 42,1 procent av dem som föds i Sverige döps inom Svenska kyrkan. 28,9 procent av vigslarna sker i Svenska kyrkan, men 66,2 procent av begravningarna sker inom den.
I Sverige finns flera andra trosåskådningar representerade, bland annat till följd av invandring från andra delar av världen. Bland kristna finns det frikyrkliga protestanter, romerska katoliker, östliga katoliker, östliga ortodoxa och orientaliska ortodoxa. Den muslimska gruppen uppgick enligt lösa definitioner till 400 000 personer år 2006. Av muslimerna uppskattas 5 procent, eller 25 000, vara praktiserande (i betydelsen att de deltar i fredagsbönen och ber fem gånger om dagen). Det finns även buddhister, judar, hinduer och bahá'íer i Sverige. Bland de övriga finns enstaka som praktiserar modern asatro och traditionell samisk religion.

## Kultur

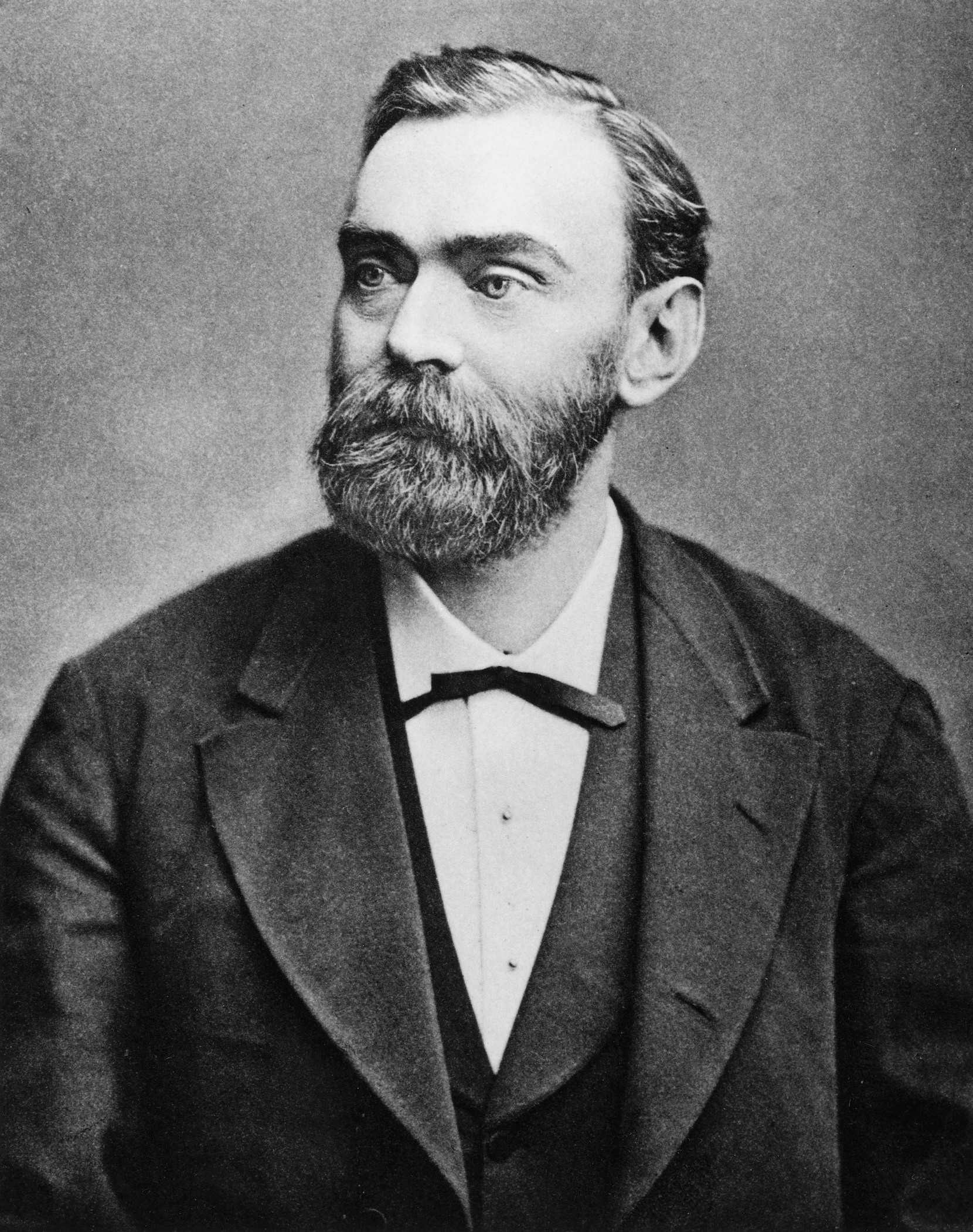
Alfred Nobel, instiftare av Nobelpriset.

Svensk kultur är en del av de nordiska, germanska och västerländska kulturområdena. Svenska kulturuttryck inom konst, musik och litteratur ansluter sig främst till dessa traditioner. Det offentliga stödet till kulturen är omfattande i Sverige. Folkligt deltagande är stort inom många kulturverksamheter, till exempel körsång, som engagerar tiotusentals svenskar. Värderingsmässigt skiljer sig svensk kultur starkt från världens genomsnittsvärderingar genom att vara mycket mer universalistisk, sekulär och inriktad mot postmaterialistiskt självförverkligande. Svensk kultur är starkt egalitär och mycket öppen mot omvärlden. Amerikansk kultur har sedan länge ett stort inflytande. Svensk kultur är vidare starkt individualistisk och antinationalistisk, även självkritisk. Maximal jämställdhet mellan kvinnor och män har ett centralt värde.

### Massmedier
Antalet Internetanvändare uppskattades år 2013 till 8 900 per 10 000 invånare. 2017 använde cirka 96 procent av Sveriges befolkning internet, detta kan jämföras med bara 10 år tidigare när endast cirka 82 procent av befolkningen använde internet. År 2016 ägde 3,5 miljoner företag och hushåll minst en TV- eller radiomottagare.

### Konstarter

#### Musik och dans

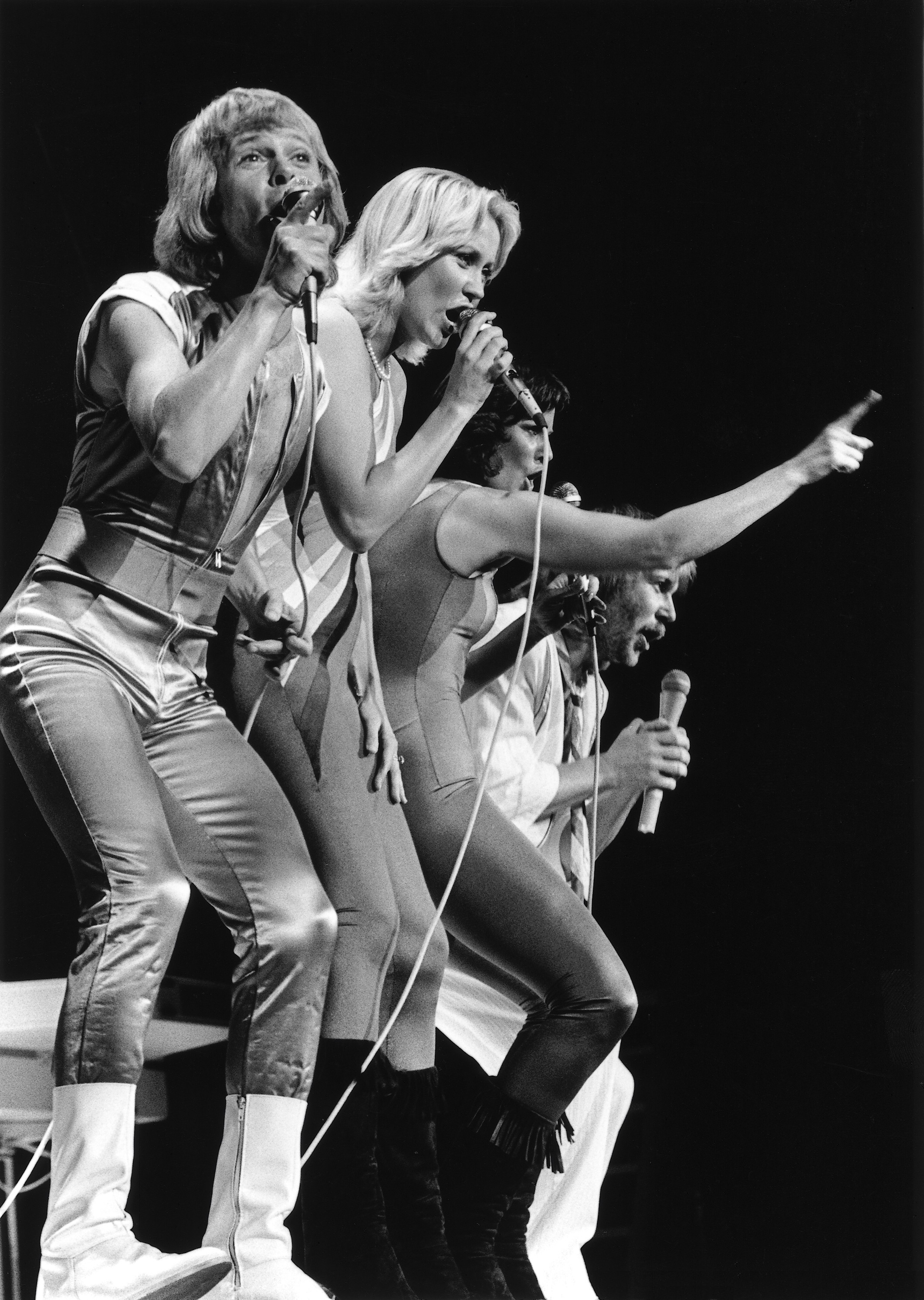
Gruppen ABBA framträder i Edmonton, Kanada, under sin världsturné 1979, som i förlängningen 1980 kom att bli deras sista.

Svensk populärmusik har periodvis haft stora framgångar, dels genom musikgrupper och dels genom framgångsrika låtskrivare och producenter. Under 1970-talet och början av 1980-talet stod Abba för de i särklass största svenska popframgångarna. Roxette, som också fick flera förstaplatser på Billboard 100, hade sin storhetstid under 1980-talets andra hälft samt och under det tidiga 1990-talet. Detsamma kan sägas om Ace of Base som också fick en listetta på Billboard. Producenten Max Martin har skrivit över 20 Billboardettor.
I början av 2010-talet slog Avicii igenom, främst med låten Levels. Hans låt Wake Me Up var 2014 den låt som spelades mest i världen och han är den svensk som är mest spelad på Spotify.
Kända kompositörer i den svenska musikhistorien är: Carl Michael Bellman, som kan betraktas som en nationalskald och har inspirerat 1900-talets vissångare; Johan Helmich Roman anses allmänt som "den svenska musikens fader"; Han efterföljdes av klassicisten Franz Berwald, romantikerna Hugo Alfvén, Wilhelm Peterson-Berger och Wilhelm Stenhammar; modernisterna Hilding Rosenberg, Karl-Birger Blomdahl och nyklassicisten Lars-Erik Larsson. På operans område nådde sopranerna Jenny Lind och Birgit Nilsson samt tenoren Jussi Björling världsberömmelse. 
Körmusik intar en stark ställning inom det svenska musiklivet och 2009 var 6 % av befolkningen aktiva körsångare. Eric Ericson räknas som en av upphovspersonerna till den generellt höga kvalitén inom körsångens utövande.
Sverige var ett av de första europeiska länderna där jazzen fick fäste. Redan 1899 gjordes en inspelning med Kronobergs Regementes Musikkår som spelade in Georgia Camp Meeting vilket kan ses som den svenska jazzens födelse. Under 1920-talet började den nya genren från USA inspirera svenska musiker som samtidigt skapade sig ett eget, utpräglat svenskt sound. 1950-talet brukar ses som den svenska jazzens guldålder med artister som Arne Domnérus, Lars Gullin, Alice Babs och Monica Zetterlund. Andra betydande svenska jazzmusiker och kompositörer är bland andra Jan Johansson, Georg Riedel, Bengt Hallberg, Putte Wickman och Esbjörn Svensson.
Sverige har också en utvecklad dansbandskultur som inrymmer orkestrar med något olika inriktningar. Dessa orkestrar spelar musik som passar för bugg och foxtrot och är en tradition som även spridits till delar av övriga Norden.

#### Konst, film och litteratur
August Strindberg räknas som en av Sveriges främsta författare. Internationellt är han dock främst känd som dramatiker. Barnboksförfattaren Astrid Lindgren och Millennium-författaren Stieg Larsson har också fått stor spridning på sina verk, långt utanför Sveriges gränser. Från 1900-talets första hälft bör Nobelpristagarna Selma Lagerlöf och Harry Martinson nämnas. Sveriges mest kända konstnärer inkluderar målarna Alexander Roslin, Anders Zorn och Carl Larsson. Bland svenska skulptörer kan Carl Milles och Tobias Sergel nämnas. Svensk 1900-talskultur är också känd för den tidiga verksamheten inom filmen, med personer som Mauritz Stiller och Victor Sjöström. Mellan 1920- och 80-talen blev filmskapare som Ingmar Bergman samt skådespelare som Greta Garbo och Ingrid Bergman internationellt kända inom filmen. Under 2000-talet har filmer av Roy Andersson, Lasse Hallström, Ruben Östlund och Lukas Moodysson mottagit internationella utmärkelser.

#### Arkitektur

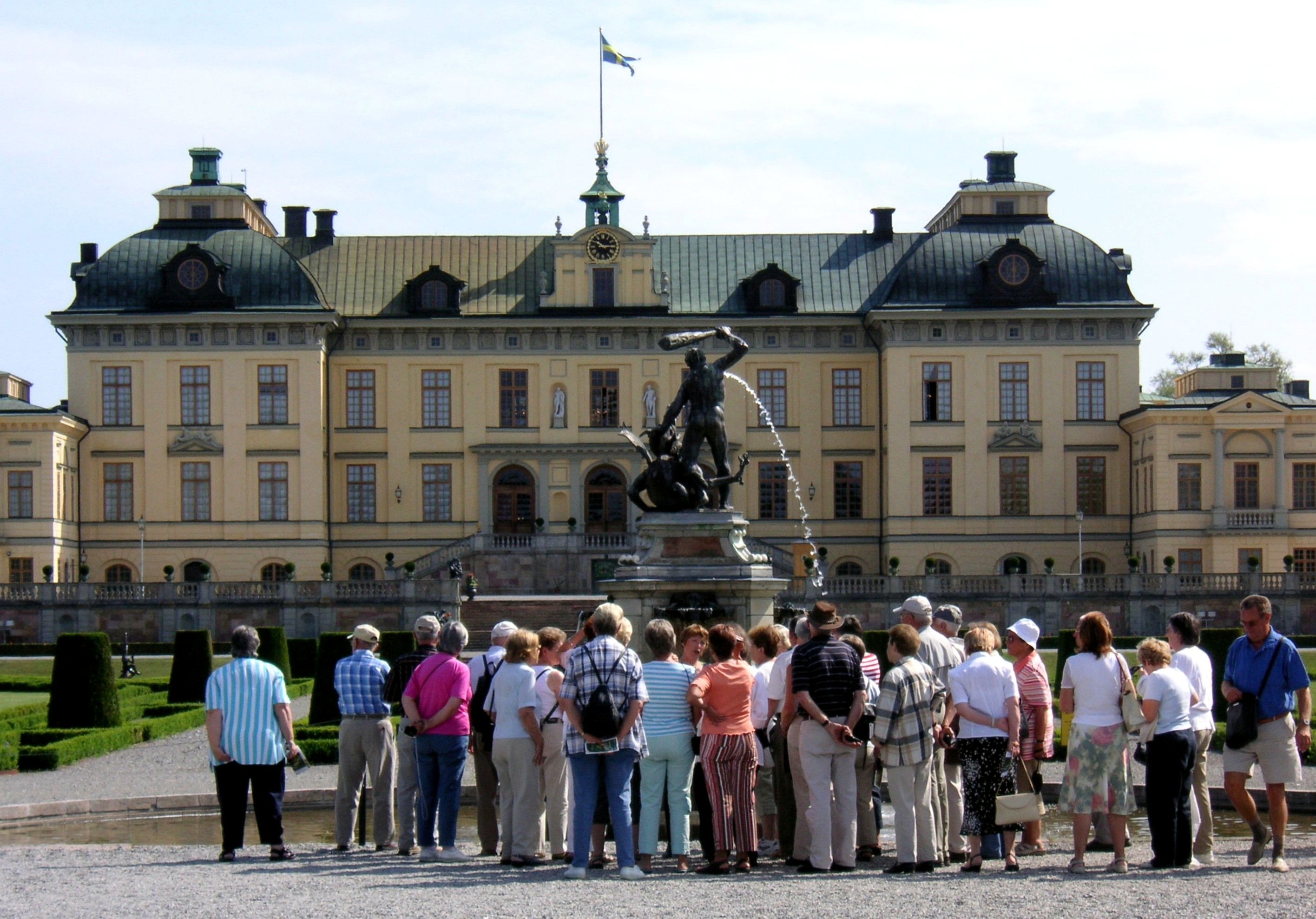
Drottningholms slott, kungens bostad och ett populärt turistmål.

Före 1300-talet var de flesta byggnader gjorda av sten eller tegel, om de inte var gjorda av trä. Tidiga svenska stenhus är romanska kyrkor på landet. Många av de som byggdes i Skåne var förr i tiden danska kyrkor. Detta skulle inkludera Lunds domkyrka i Lund från 1100-talet och den något äldre kyrkan i Dalby, men även många andra tidiga kyrkor influerades av Hansan, som i Ystad, Malmö och Helsingborg.
Katedraler i övriga delar av Sverige byggdes också som platser för Sveriges biskopar. Skara Domkyrka byggdes av tegel på 1400-talet, och Uppsala domkyrka på 1500-talet. Grunden till Linköpings domkyrka gjordes 1230; materialet som användes var kalksten, och byggnaden tog 250 år att färdigställa.
Bland äldre strukturer finns också några betydande fästningar och andra historiska byggnader så som Borgholms slott, Halltorps gård och Eketorps borg på Öland, Nyköpingshus och Visby ringmur.
Omkring 1520, strax efter medeltiden under Gustav Vasas regeringstid, inleddes bygget av stora herrgårdar, slott och fästningar. Några av de mer storslagna inkluderar Kalmar slott, Gripsholms slott och Vadstena slott.
I de nästkommande två århundradena dominerades arkitekturen av barock och senare rokoko. Kända projekt från den tiden inkluderar staden Karlskrona, som har förklarats som världsarv, och Drottningholms slott.
1930 var året för den stora Stockholmsutställningen, som innebar genombrottet för funktionalismen, eller ”funkis” som det blev känt som. Stilen kom att dominera under de följande decennierna. Några framstående projekt av detta slag var miljonprogrammet, som erbjuder prisvärda men något bisarrt snabbt konstruerade lägenhetskomplex.
Skyskrapor

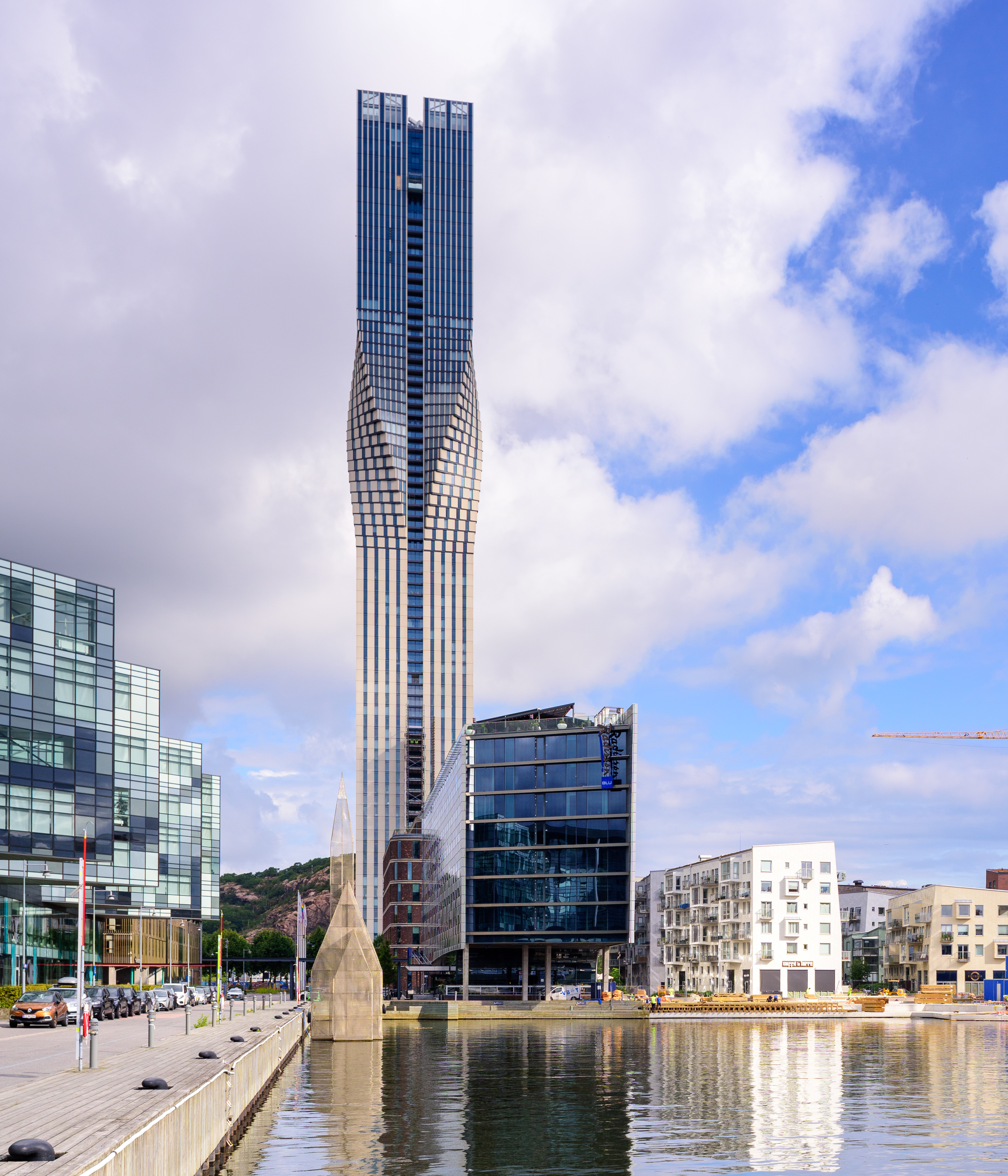
Med sina 246 meter är Karlatornet den högsta byggnaden i Norden.

De nordiska länderna är kända för att inte ha många skyskrapor, men Sverige är det land som har byggt flest. Göteborg och Stockholm flest skyskrapor på över 100 meter. Det finns ingen förklaring till varför så få höga byggnader har byggts i Sverige. Karlatornet i Göteborg är den högsta skyskrapan i de nordiska länderna och det näst högsta bostadshuset i Europa. Göteborg upplever också en byggboom sedan Karlatornet färdigställdes. Näst högsta skyskrapan i Sverige, Turning Torso i Malmö var färdigbyggd år 2005 och Malmös nya konserthus Malmö Live är ca 85 meter högt.

### Traditioner

#### Helgdagar och högtider
| - Nyårsdagen - Pingst - Midsommardagen - Alla helgons dag - Annandag jul - Kristi himmelsfärdsdag - Annandag påsk - Trettondedag jul - Långfredagen - Juldagen - Påskdagen - Första maj, 1939– - Sveriges nationaldag, 2005– Denna lista hämtas från Wikidata. Informationen kan ändras där. |

#### Svenska köket

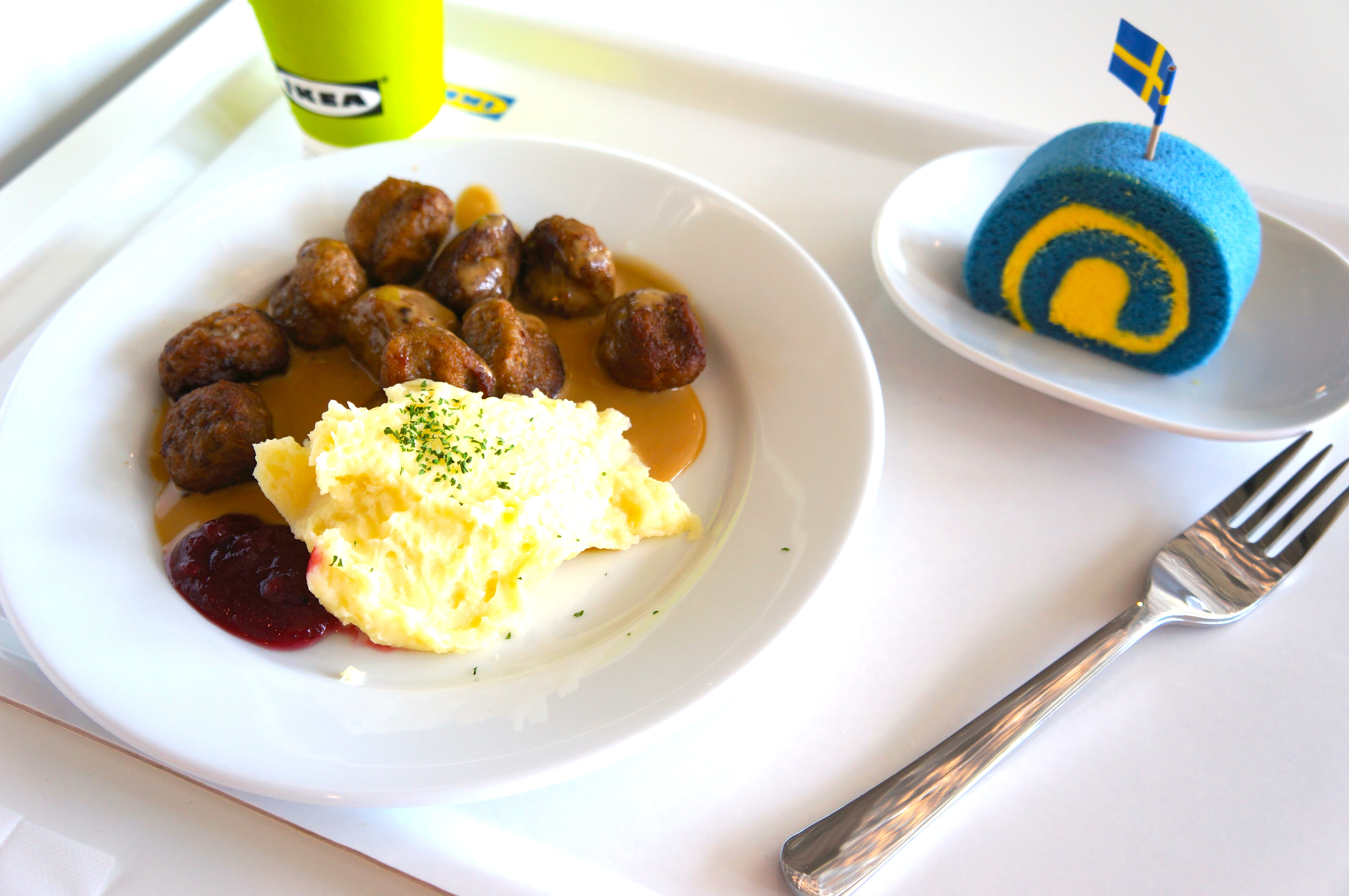
Köttbullar med potatismos (eller kokt potatis), brunsås och lingonsylt är en klassisk svensk maträtt som är känd världen över. Den blågula tårtan är en rulltårta.

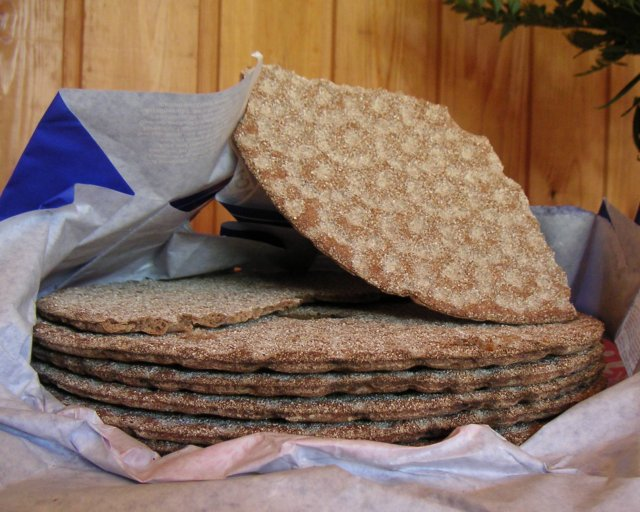
Svenskt knäckebröd.

Det svenska köket är, liksom de övriga skandinaviska länderna, Danmark och Norge, traditionellt ganska enkelt. Fisk (speciellt sill), kött och potatis spelar framstående roller. Kryddor används relativt sparsamt. Kända maträtter är svenska köttbullar som traditionellt serveras med brunsås, kokt potatis och lingonsylt; pannkakor, lutfisk och smörgåsbord. Akvavit är en populär alkoholhaltig spritdryck och att dricka snaps är kulturellt viktigt. Lokalt viktig mat är bland annat surströmming i norra Sverige och ål i Skåne i södra Sverige.

#### Sveriges nationalsång
”Du gamla, du fria” med text av Richard Dybeck brukas som Sveriges nationalsång och spelas vid större arrangemang och vid högtider, men till skillnad från många länder så har denna sång aldrig antagits officiellt, utan användandet av nationalsången vilar helt på traditioner.

### Sport
Sverige har ett omfattande föreningsliv på idrottssidan och de flesta föreningar med någon form av idrottsinriktning är medlemmar i Riksidrottsförbundet. Räknat på antalet utövare är fotboll den största sporten i Sverige, med innebandy och golf på andra och tredje plats. De största sporterna publikmässigt är fotboll och ishockey. Arrangemang med stort folkligt deltagande är bland annat Vasaloppet, O-ringen och Stockholm Marathon. Bland elittävlingarna är DN-galan i friidrott en av de största. Sportprofiler från Sverige är bland annat Zlatan Ibrahimović (fotboll), Peter Forsberg (ishockey), Annika Sörenstam (Golf), Ingemar Stenmark och Anja Pärson (utförsåkning), Jan-Ove Waldner (bordtennis), Ingemar Johansson (boxning), Björn Borg (tennis) och Sarah Sjöström (simning). Pia Sundhage, fotbollstränare och före detta fotbollsspelare, kan också nämnas. Inom lagsporterna har Sverige varit framgångsrikt inom bland annat handboll på herrsidan och curling på damsidan. Dessutom har såväl Sveriges herrlag som damlag i fotboll tagit medalj(er) i världsmästerskap och Olympiska spel.

## Sverige i världen
Som ett litet land utan större pågående konflikter är kunskapen om Sverige låg i omvärlden som helhet. De som känner till landet har dock sällan negativa uppfattningar om det. I ett index där drygt 25 000 människor världen över har rankat sin uppfattning om 40 länder hamnar Sverige på en åttonde plats, och varumärket Sverige värderas till 464 miljarder dollar, en uppgång med 16,5 procent sedan föregående år (2006). En av de internationellt mest kända svenska företeelserna är Nobelpriset, som har delats ut årligen sedan 1901 och tillkom genom en donation av dynamitens uppfinnare, ingenjör Alfred Nobel. Bland internationellt kända svenska politiker-diplomater finns Olof Palme, Dag Hammarskjöld och Carl Bildt.
| Organisation                            | Undersökning                            | Rankning   |
| --------------------------------------- | --------------------------------------- | ---------- |
| Freedom House                           | Frihetsindex 2019                       | Delad 1:a  |
| The Economist                           | Demokratiindex 2021                     | 4 av 167   |
| FN:s utvecklingsprogram                 | Human Development Index (HDI) 2021      | 9 av 189   |
| US News                                 | Best countries 2022                     | 5 av 85    |
| Worldometer                             | BNP per capita 2017                     | 20 av 190  |
| Heritage Foundation/Wall Street Journal | Ekonomifrihetsindex 2022                | 11 av 177  |
| Reportrar utan gränser                  | Pressfrihetsindex 2022                  | 3 av 180   |
| Transparency International              | Anti-korruptionsindex 2021              | Delad 4:a  |
| Central Intelligence Agency             | Militärutgifter andel av BNP 2021       | 107 av 167 |
| Commonwealth Fund                       | Sjukvårdssystem i höginkomstländer 2021 | 7 av 11    |
| Världsbanken                            | Ease of doing business 2020             | 10 av 190  |
| World Happiness Report                  | World Happiness Report 2020             | 7 av 146   |
| Legatum Institute                       | Legatum Prosperity Index 2021           | 3 av 167   |
| Harvard University                      | Economic Complexity Index 2020          | 8 av 133   |